# Muzeum východních Čech
Muzeum východních Čech v Hradci Králové je krajská muzejní instituce sídlící v Hradci Králové. Zřizovatelem této příspěvkové organizace je aktuálně Královéhradecký kraj (2024).
V minulosti vystřídalo muzeum více zřizovatelů (město, kraj) a zejména názvů: Městské historické muzeum a Městské průmyslové muzeum pro severovýchodní část Království českého, Krajský vlastivědný ústav (od 1959), Krajské vlastivědné muzeum Zdeňka Nejedlého, Muzeum Zdeňka Nejedlého, Krajské muzeum východních Čech (1974–90, tehdy sloučeno s muzeem v Pardubicích). Současný název platí od roku 1991.
Muzeum má tři tematická sbírková oddělení – archeologické, historické a přírodovědecké. K tomu od roku 1993 spravuje Památník bitvy 1866 na Chlumu u Hradce Králové s Muzeem války 1866 a rozhlednou Chlum, které jsou pobočkou a oddělením muzea.
Muzeum je členem odborných organizací: Asociace muzeí a galerií České republiky (AMG), Český výbor Mezinárodní rady muzeí (ICOM).
V souhrnu muzeum uchovává na dva miliony sbírkových předmětů. Sbírky se dělí na patnáct podsbírek reflektujících široké spektrum zaměření muzea: archeologická, antropologická, militaria, staré tisky a specializovaný fond, numismatika, etnografie, hospodářství a technika, veřejný život a služby, kulturní život, bydlení-odívání, umělecký průmysl, hradecensia, geologická, botanická a zoologická.
Muzeum každoročně pořádá 10 až 15 krátkodobých výstav a organizuje řadu kulturních a společenských akcí. Největší zájem je o tzv. Muzejní adventní trhy, kterých se každý rok účastní kolem 10 tisíc lidí.
Muzeum je vědecko-výzkumnou organizací, která organizuje odborné konference a semináře a vydává periodické i neperiodické publikace. Muzeum vydává několik odborných recenzovaných časopisů. Jako první z nich začalo vydávat v roce 1958 časopis Práce muzea v Hradci Králové / Acta Musei Reginaehradecensis s. A).

## Historie muzea

### Počátky muzea

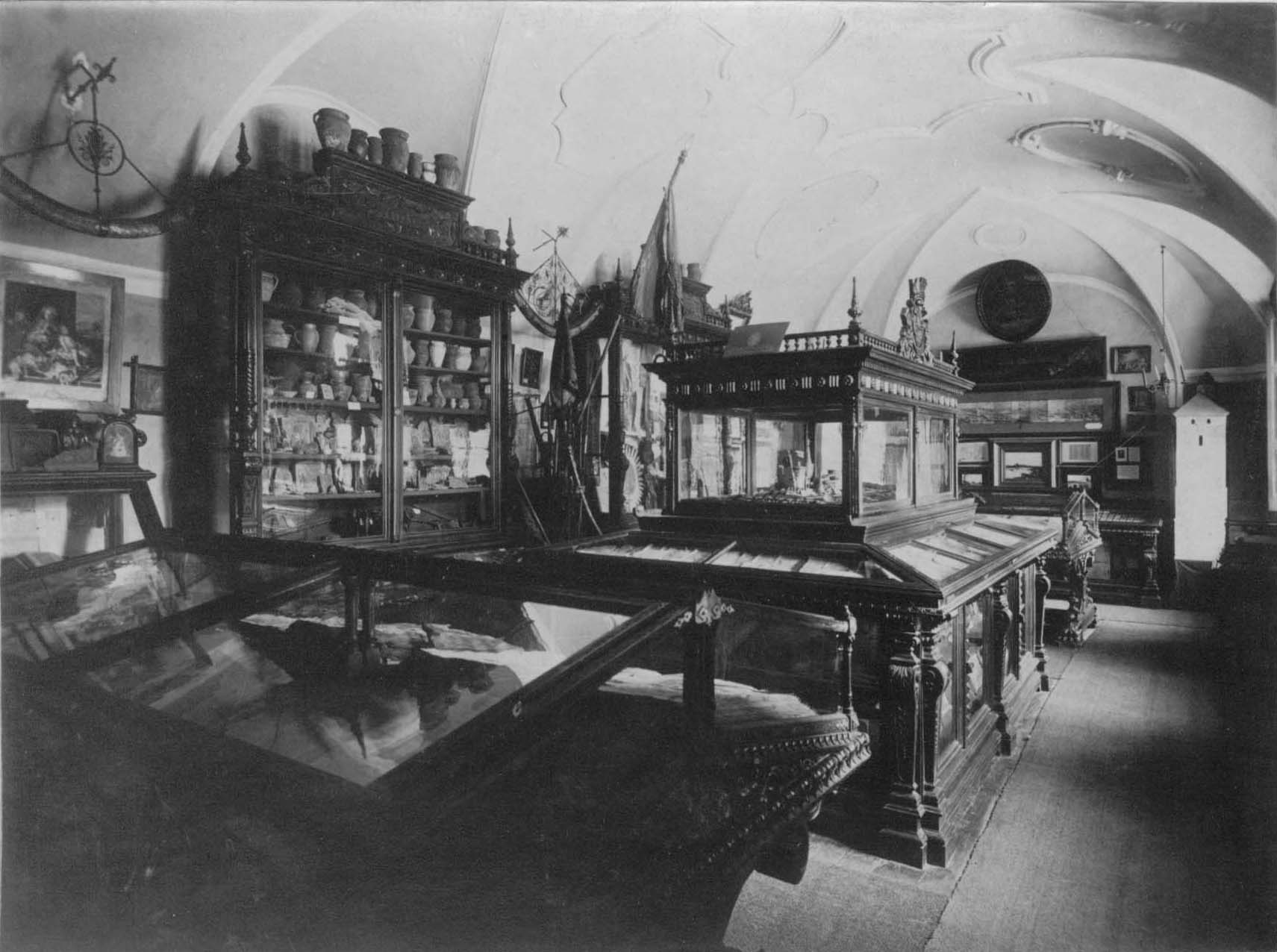
Expozice Městského historického muzea v Hradci Králové, Velké náměstí čp. 33, konec 19. století

Muzeum bylo v Hradci Králové založeno v roce 1880. Sbírky byly v roce 1884 umístěny do někdejší kaple sv. Václava v domě č. 33 na Velkém náměstí. První zpřístupnění pro návštěvníky se konalo v neděli 1. února 1885. O rozvoj muzea a jeho sbírek se v té době zasloužil Ladislav Jan Pospíšil – nakladatel, tiskař a tehdejší náměstek starosty, který se zásadním způsobem rovněž zasadil o zbourání hradeb a rozvoj města. Muzeum se rychle etablovalo, shromažďovalo informace o městě a zároveň intenzivně působilo v oblasti regionálního archeologického výzkumu.
Přelomovým pro další desítky let se stal rok 1896, kdy byla instituce rozdělena na dva samostatné celky: Městské historické muzeum a Městské průmyslové muzeum pro severovýchodní část Království českého. Průmyslové muzeum přesídlilo do Odborné školy pro umělecké zámečnictví. Jak průmyslové muzeum, tak zámečnická škola v té době měly společného ředitele –⁠ Ladislava Haněla.

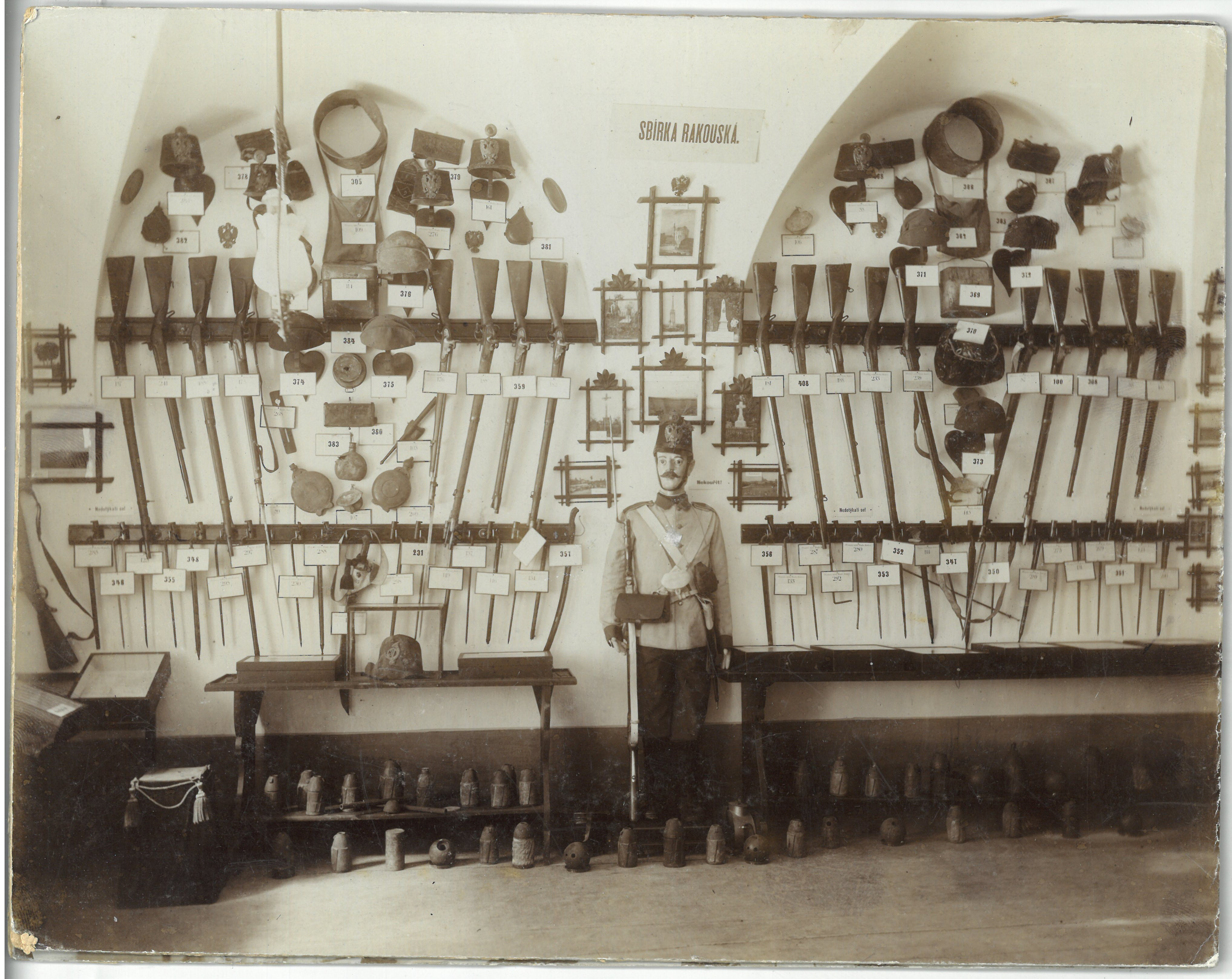
Expozice prusko-rakouské války v budově čp. 33 na Velkém náměstí

Historické muzeum vytvořilo v prostorách domu na Velkém náměstí expozici věnující se prusko-rakouské válce. Sbírky se však nadále rozrůstaly a dosavadní prostory již přestávaly stačit. Proto bylo rozhodnuto o stavbě samostatné muzejní budovy, jejíž podoba vzešla z návrhu Jana Kotěry (více viz níže).
Do nové budovy se na podzim 1913 nastěhovala knihovna a v listopadu téhož roku byl zpřístupněn přednáškový sál. Další aktivity znemožnila první světová válka. Sbírky byly instalovány do vitrín teprve na přelomu 20. a 30. let. Díky tomu mohly být zpřístupněny expozice umělecko-průmyslové, historická expozice, síň textilu, lapidárium (v suterénu) a také památky z 1. světové války. Průmyslové muzeum využívalo přízemí s prvním patrem, zatímco druhé patro patřilo historickému muzeu. Roku 1934 muzeum hostilo 15. sjezd Svazu československých muzeí. V letech 1933–41 stál v čele muzea arch. František Tichý, po němž na ředitelském postu následoval dr. František Hejl. V období druhé světové války přišlo o část ze svých sbírek – archiválie spolků a korporací, knihy, sochy, obrazy, památky z první světové války i sbírky Župního pedagogického muzea.

### Přírodovědecké muzeum

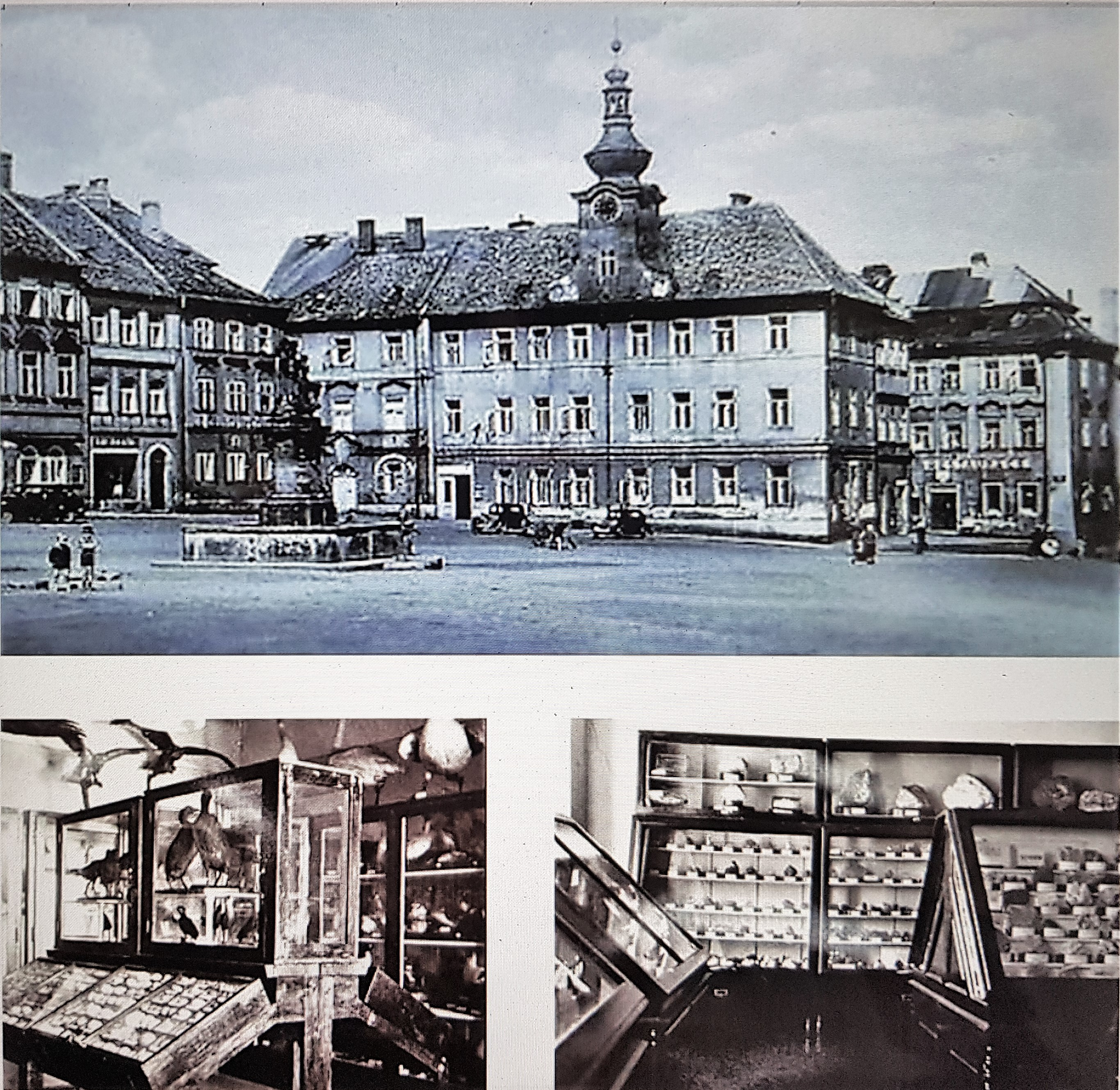
Přírodovědecké muzeum na Malém náměstí

Roku 1939 vzniklo v Hradci Králové Přírodovědecké muzeum Zemědělského ústavu pro kulturní a hospodářské povznesení severovýchodních Čech (samotný ústav vznikl v roce 1934), které získalo prostory ve staré radnici na Malém náměstí. Zpřístupněno bylo 2. července toho roku a disponovalo šesti výstavními prostorami. Jednalo se o tzv. „otevřené depozitáře“, jimiž návštěvníky s výkladem provázel kustod. K dispozici byl i tištěný průvodce.

Prvním kustodem a ředitelem přírodovědeckého muzea se stal jeden z iniciátorů jeho vzniku Vítězslav František Hlaváč. Muzeum navíc bylo vybudováno zejména na jeho sbírkách (shromáždil přes 10 tisíc předmětů), které přestěhoval z Lázní Bohdaneč. Mezi další významné osobnosti, které přispěly tvorbou sbírek, patřili profesor Univerzity Karlovy František Ulrich zaměřující se na mineralogii, mykolog František Smotlacha i botanici K. Prokeš, V. Kavka, K. Krčan, E. Hadač či B. Válek. Do sbírek muzea se dostaly petrografická sbírka veterinárního rady J. Soukupa, kolekce motýlů někdejšího okresního hejtmana J. Wolfa i sbírky exotických motýlů a vycpanin vrchního soudního rady I. Srdínka. Právě Srdínkova kolekce se v 50. letech 20. století stala předlouhou pro 36 akvarelů s motýlí tematikou místního malíře Otakara Řípy.

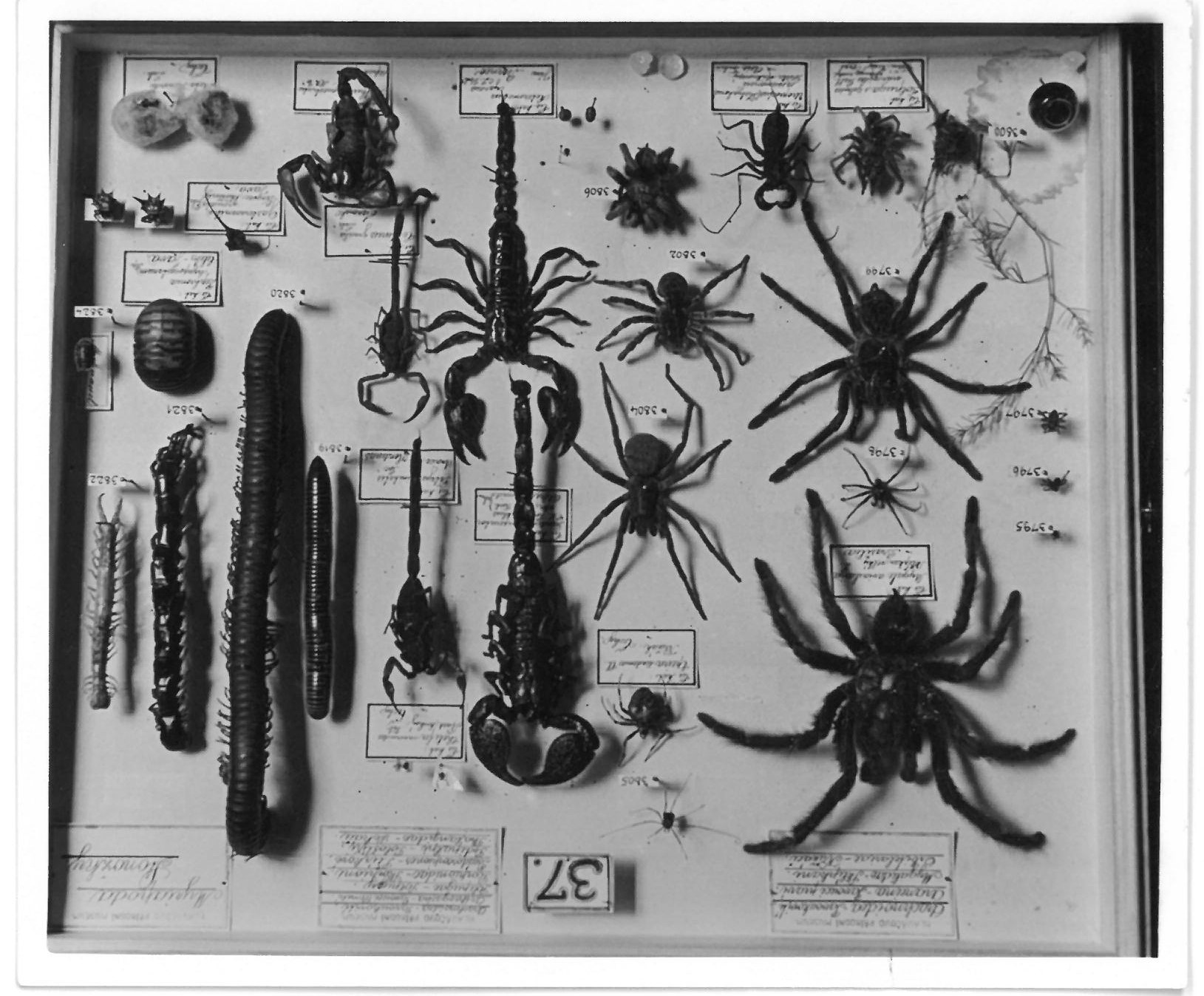
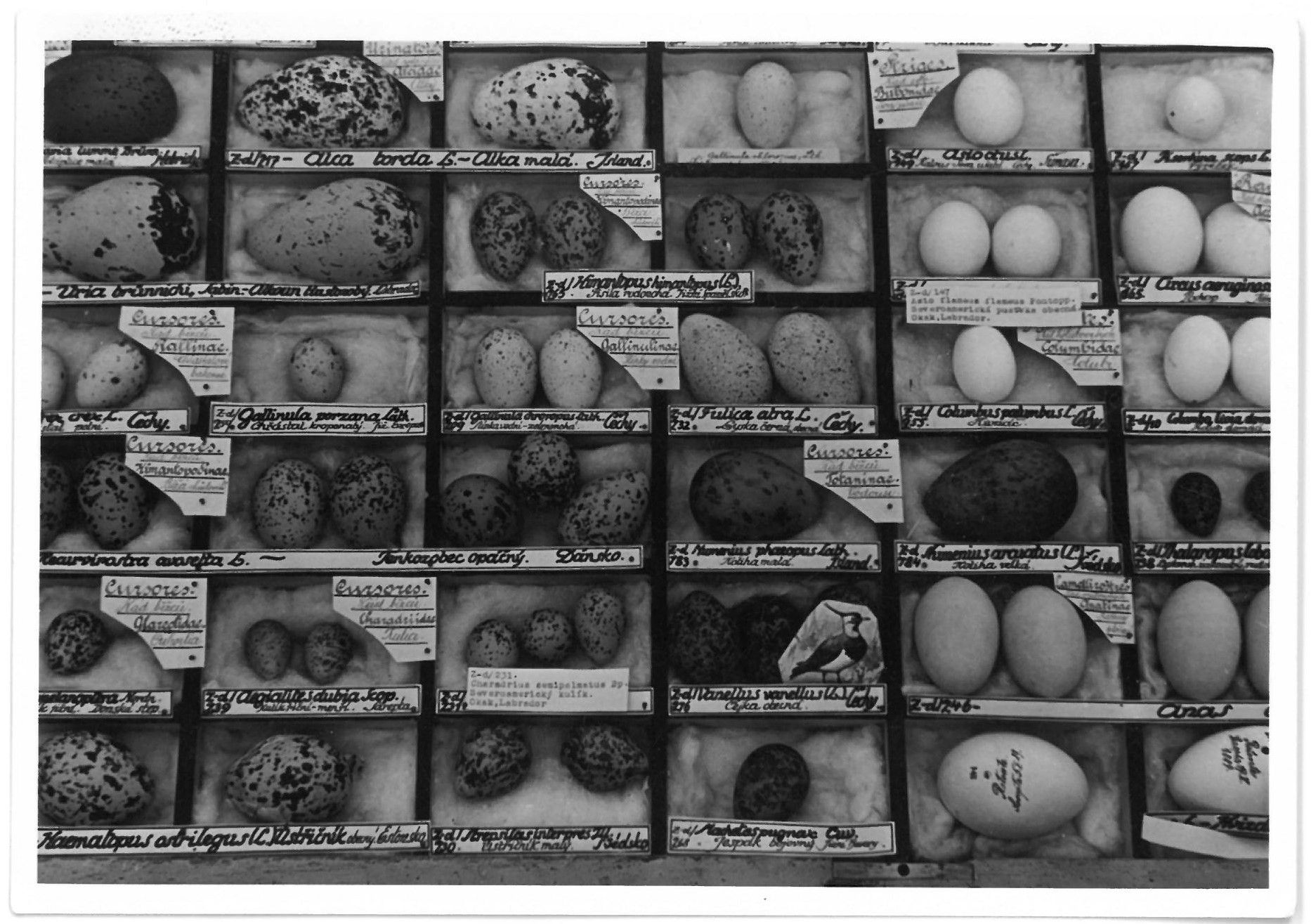
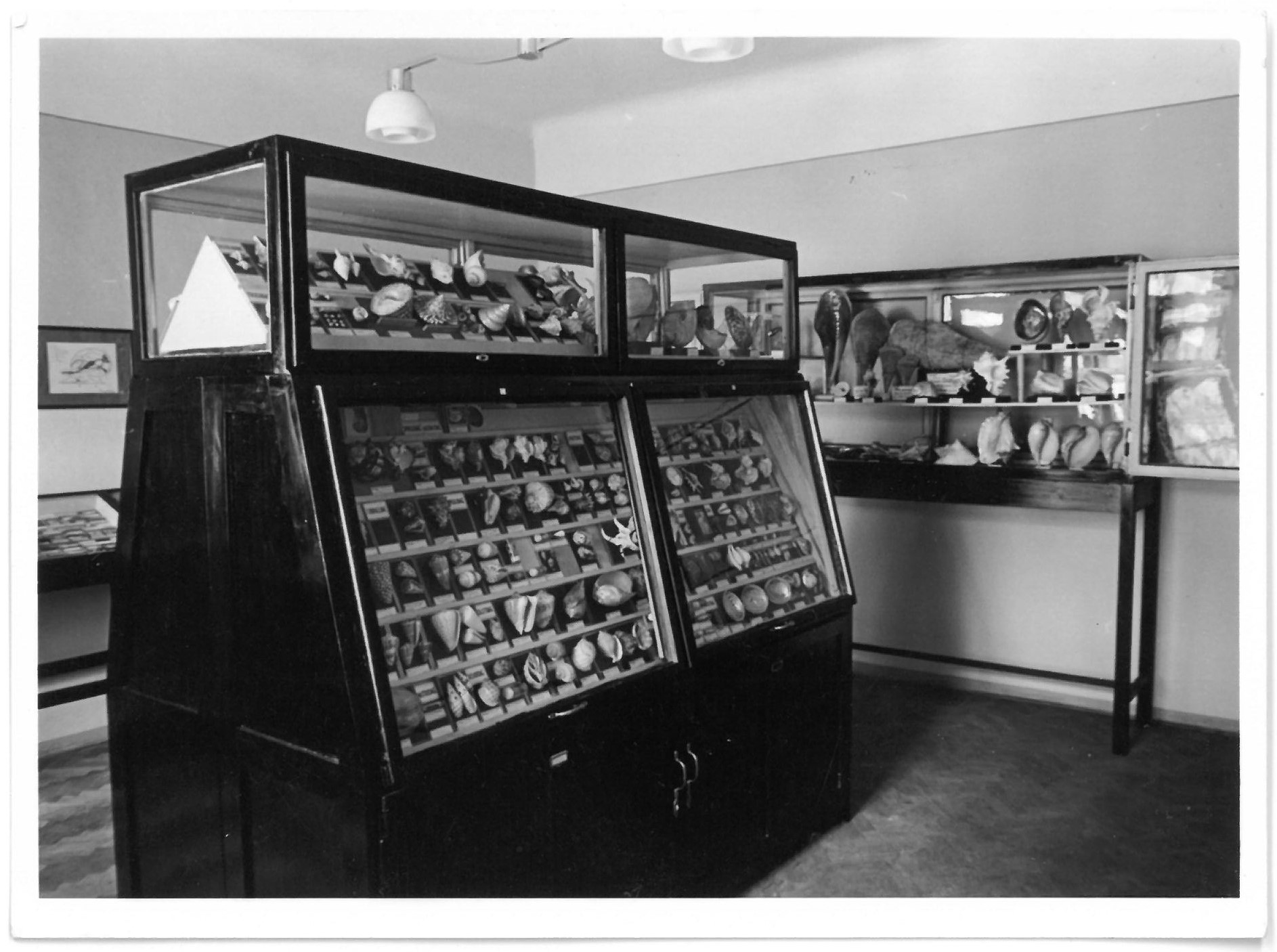
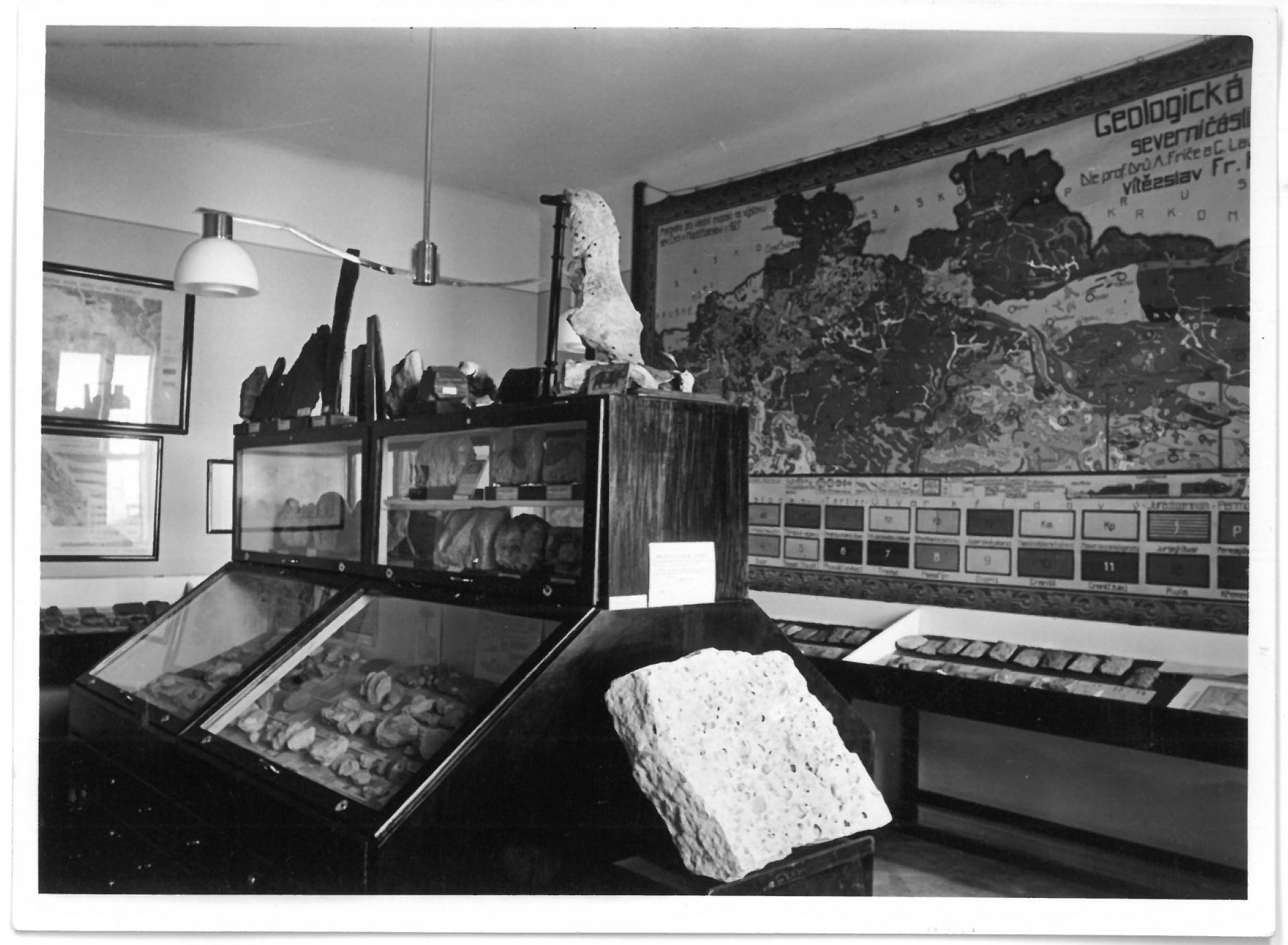

Činnost muzea byla negativně ovlivněna okupací. V roce 1941 zmíněný Zemědělský ústav zanikl a přírodovědecké muzeum bylo převzato městem. Po druhé světové válce – konkrétně v roce 1946 – došlo ke sloučení Městského přírodovědeckého muzea s Městským uměleckoprůmyslovým muzeem do jedné organizace. Po druhé světové válce se proti Hlaváčovi postavil jeden z představitelů města a v roce 1947 situace vyústila v Hlaváčovo odvolání z funkce ředitele. Navíc následně proběhl spor o jeho sbírky.
V letech 1947 až 1957 byl hlavní postavou přírodovědeckého muzea RNDr., PhDr. Vladimír Balthasar, Dr.Sc, entomolog, který byl vůbec prvním profesionálním muzejním pracovníkem v historii organizace. Balthasar se externě stal ředitelem tohoto muzea. V roce 1951 vzniklo při reorganizaci přírodovědecké oddělení, jehož se stal vedoucím (ředitelem) a zároveň zástupcem ředitele celé krajské organizace. Vzhledem ke svému zaměření se intenzivně věnoval budování entomologických sbírek a regionálnímu výzkumu Orlických hor. V muzeu působil do 30. 6. 1957, kdy odešel do důchodu.
Další fáze profesionalizace proběhla v letech 1957–1964, kdy bylo přírodovědecké oddělení vedeno dalším entomologem – RNDr. Adolfem Čejchanem. Ten se mj. zasloužil o vydávání odborného časopisu (Acta Musei Reginaehradecensis / Series A: scientiae naturales) a systematické rozšiřování odborné knihovny.

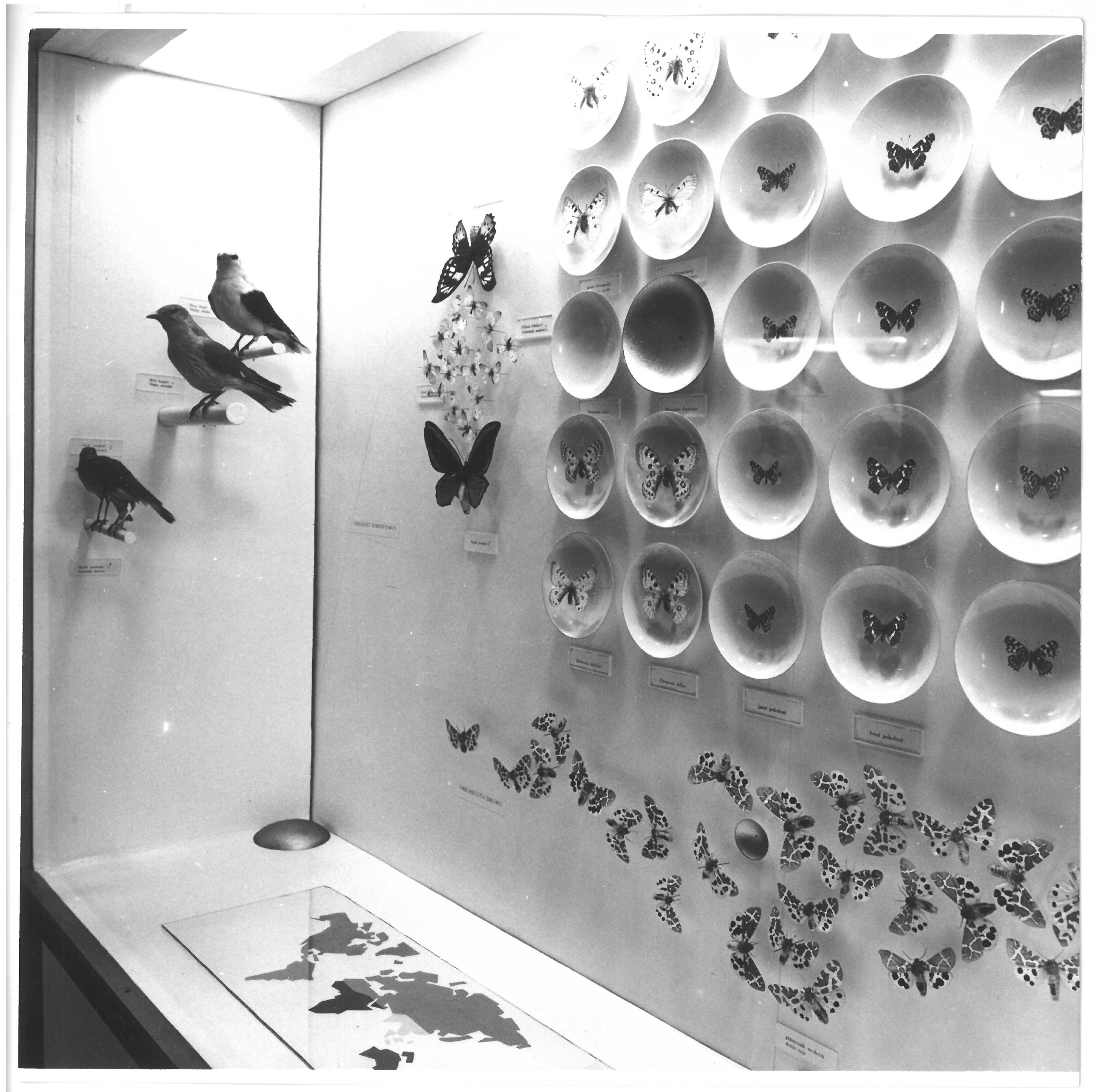
Expozice Příroda severovýchodních Čech z roku 1971

Zatímco zpočátku bylo přírodovědné muzeum spíše sbírkou rarit a kuriozit, od konce 60. let již jasně převládala snaha o systematické sbírky geologické, botanické, zoologické i speciální entomologické. Až do roku 1957 však byly vystavovány v budově někdejší radnice na Malém náměstí. V letech 1971–86 byla dokonce v Kotěrově budově instalována expozice „Příroda severovýchodních Čech“, která v té době patřila v Československu k průkopnicky pojatým přírodovědným expozicím. Odborné přírodovědné pracoviště však stále působilo na Malém náměstí. Z něj se do Gayerových kasáren přestěhovalo až v roce 1993.
V roce 2019 byla u příležitosti 80. výročí založení přírodovědeckého muzea uspořádána výstava a vydána publikace s názvem Příroda z depozitářů.

### Organizační změny od 50. let 20. století
Mezitím se měnil zřizovatel muzea. V roce 1959 se z městské instituce stala instituce krajská, a navíc oficiálně i vědecké odborné pracoviště. Vzniklo například archeologické pracoviště, díky němuž mohlo být navázáno na tradici archeologických výzkumů z dob Ludvíka Domečky. Ovšem i její název, struktura a zaměření se v průběhu času proměňovaly (např. Krajský vlastivědný ústav (od 1959), Krajské vlastivědné muzeum Zdeňka Nejedlého či Muzeum Zdeňka Nejedlého v 60. letech 20. století). V roce 1969 se z historických sbírek oddělilo archeologické oddělení. Významným milníkem se stalo sloučení s muzeem v Pardubicích v roce 1974, po němž organizace využívala název Krajské muzeum východních Čech. 

### Vývoj po roce 1990
Současný název Muzeum východních Čech v Hradci Králové se využívá od 1. ledna 1991, tedy od osamostatnění Východočeského muzea v Pardubicích. V roce 1993 se součástí muzea stal Památník bitvy 1866 (Muzeum války 1866) na Chlumu u Hradce Králové. V 90. letech bylo muzeum příspěvkovou organizací Ministerstva kultury ČR. Po zřízení krajských úřadů bylo v roce 2001 přeměněno v příspěvkovou organizaci Královéhradeckého kraje.
V roce 1992 získalo muzeum do své správy budovu Gayerových kasáren, kterou začalo využívat jako hlavní vědecko-výzkumné centrum své činnosti. Nejprve byly prostory stavby z konce 19. století zrekonstruovány a poté tam muzeum umístilo svá odborná pracoviště – přírodovědecké (v roce 1993 z budovy na Malém náměstí), historické a archeologické. Kromě vlastních depozitářů a kanceláří odborných pracovníků tu fungovalo fotopracoviště, restaurátorské a konzervátorské dílny, i servisní pracoviště. Jednalo se o stěžejní změnu v dějinách muzea, díky níž byly získány tolik potřebné prostory pro statisíce sbírkových předmětů. To umožnilo zásadně proměnit obsah expozic v Kotěrově muzejní budově na Eliščině nábřeží i ji na přelomu 20. a 21. století zrekonstruovat. Od roku 2019 je také budova Gayerových kasáren v generální rekonstrukci.

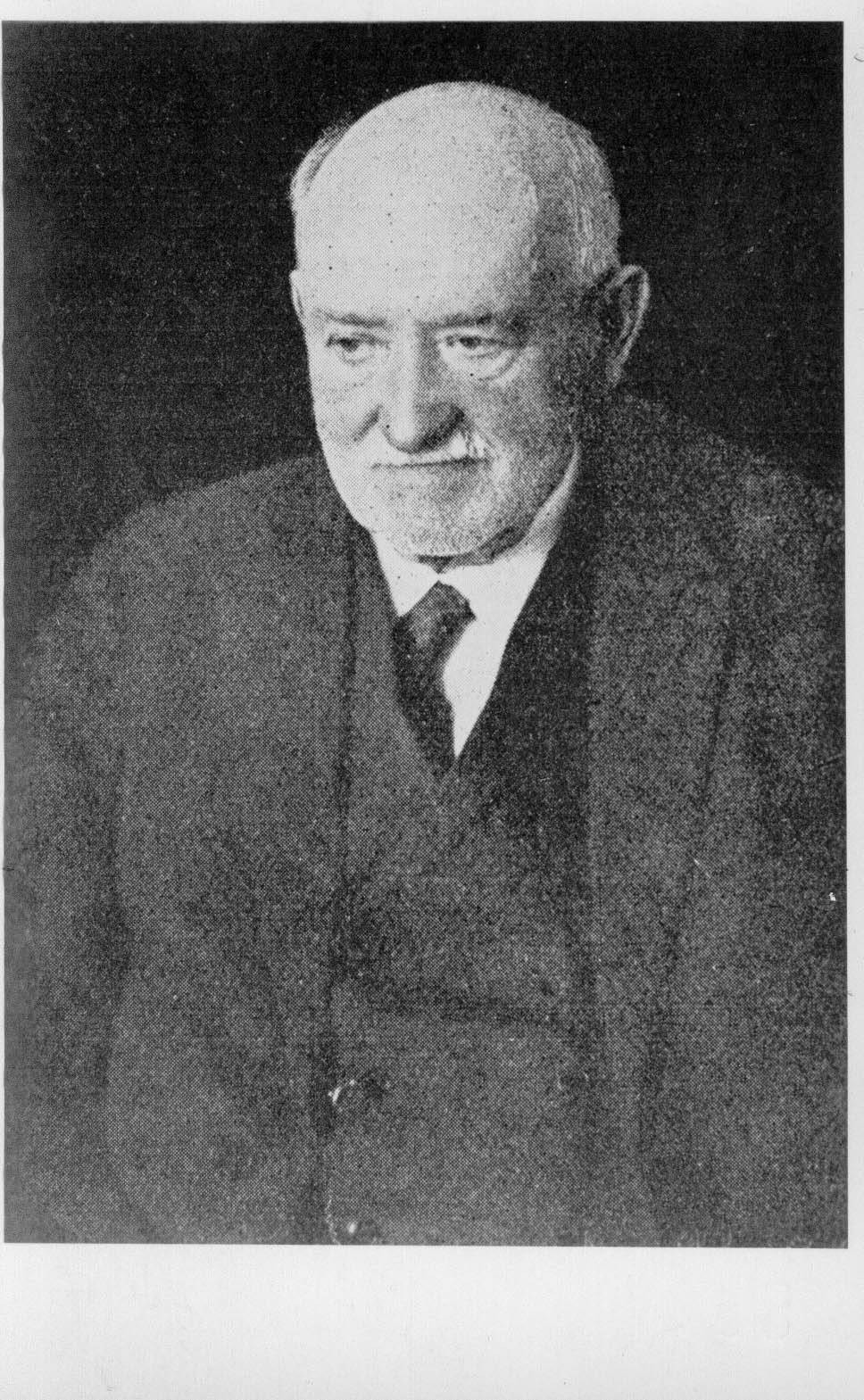
Ludvík Domečka

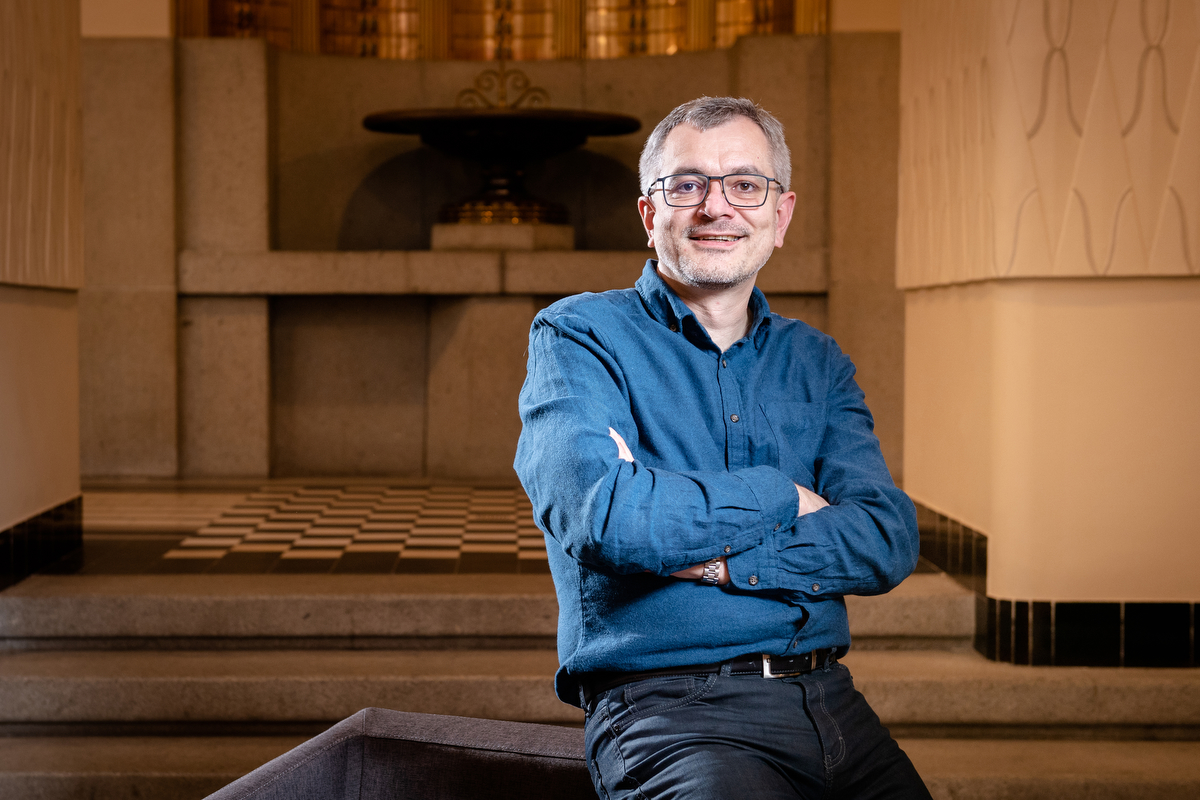
Petr Grulich

### Ředitelé muzea
- Ludvík Domečka (1895–1929)[19], tajemník muzea a ředitel městských úřadů včetně Městského historického muzea
- Ing. arch. František Tichý (1933–1941)
- RNDr. František Hejl (1941–1945)
- Ing. arch. František Tichý (1945–1949)
- Karel Michl (1950–1958)[20]
- PhDr. Jaromír Loužil, CSc. (1958–1960)[20]
- PhDr. Vlastimil Květenský, CSc. (1960–1965)[20]
- RNDr. Adolf Čejchan (1966–1971)[21]
- Milan Koubek (1971–1981)
- Jana Stárková (1981–1990)
- PhDr. Zdeněk Zahradník (1990–1991) jako zastupující
- RNDr. Petr Rybář (1990–1994)[22]
- PhDr. Zdeněk Zahradník (1994–2010)
- Mgr. Naďa Machková Prajzová, Ph.D. (2011–2017)
- doc. Mgr. Petr Grulich, Ph.D. (od 2017)

### Další významné osobnosti v historii muzea
- Ladislav Jan Pospíšil
- Vítězslav František Hlaváč
- Vladimír Balthasar
- Karel Lohniský

## Budovy
- Historická budova muzea, Hradec Králové, Eliščino nábřeží
- Gayerova kasárna, Hradec Králové
- Muzeum války 1866, Chlum

### Historická budova muzea

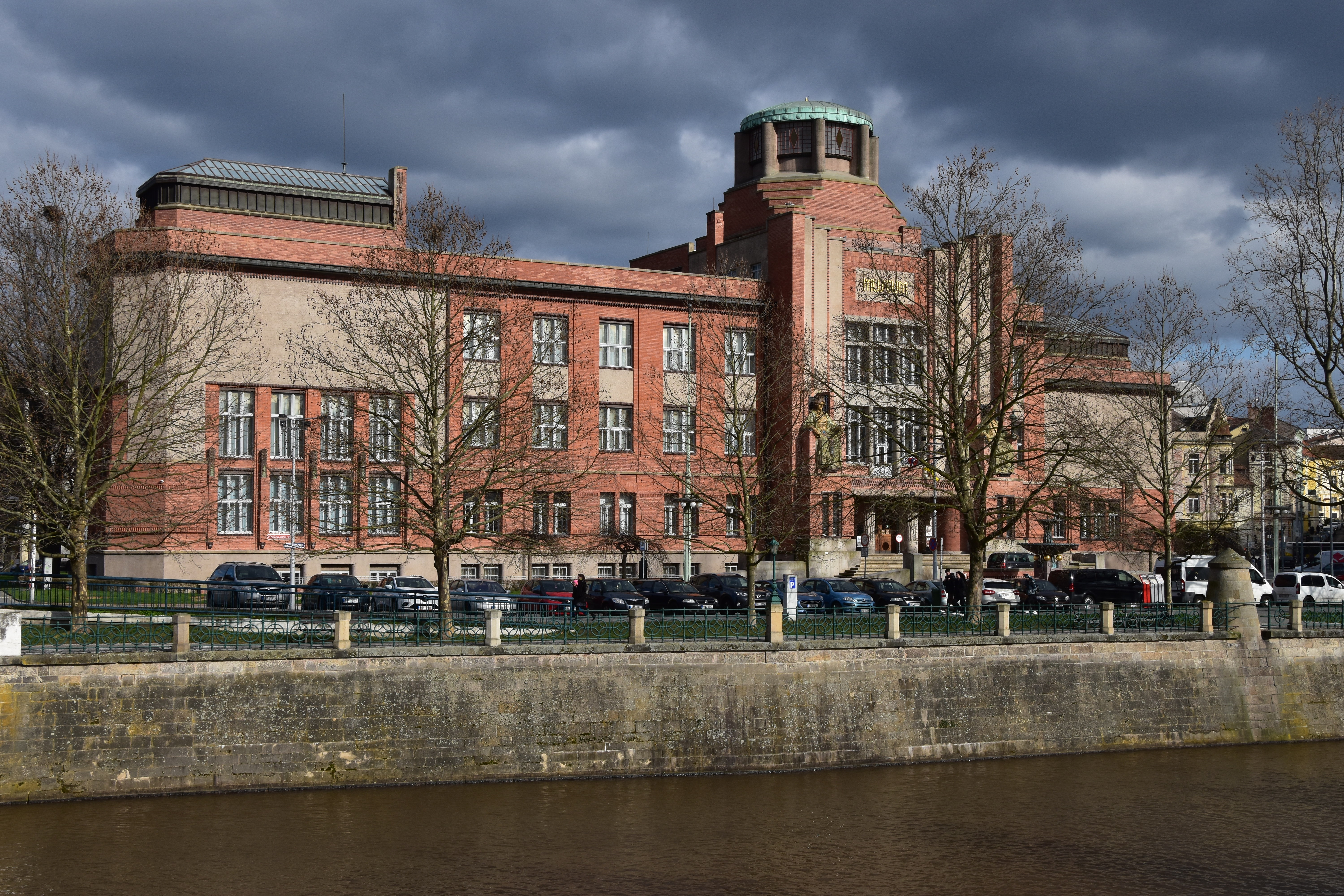
Historická budova muzea

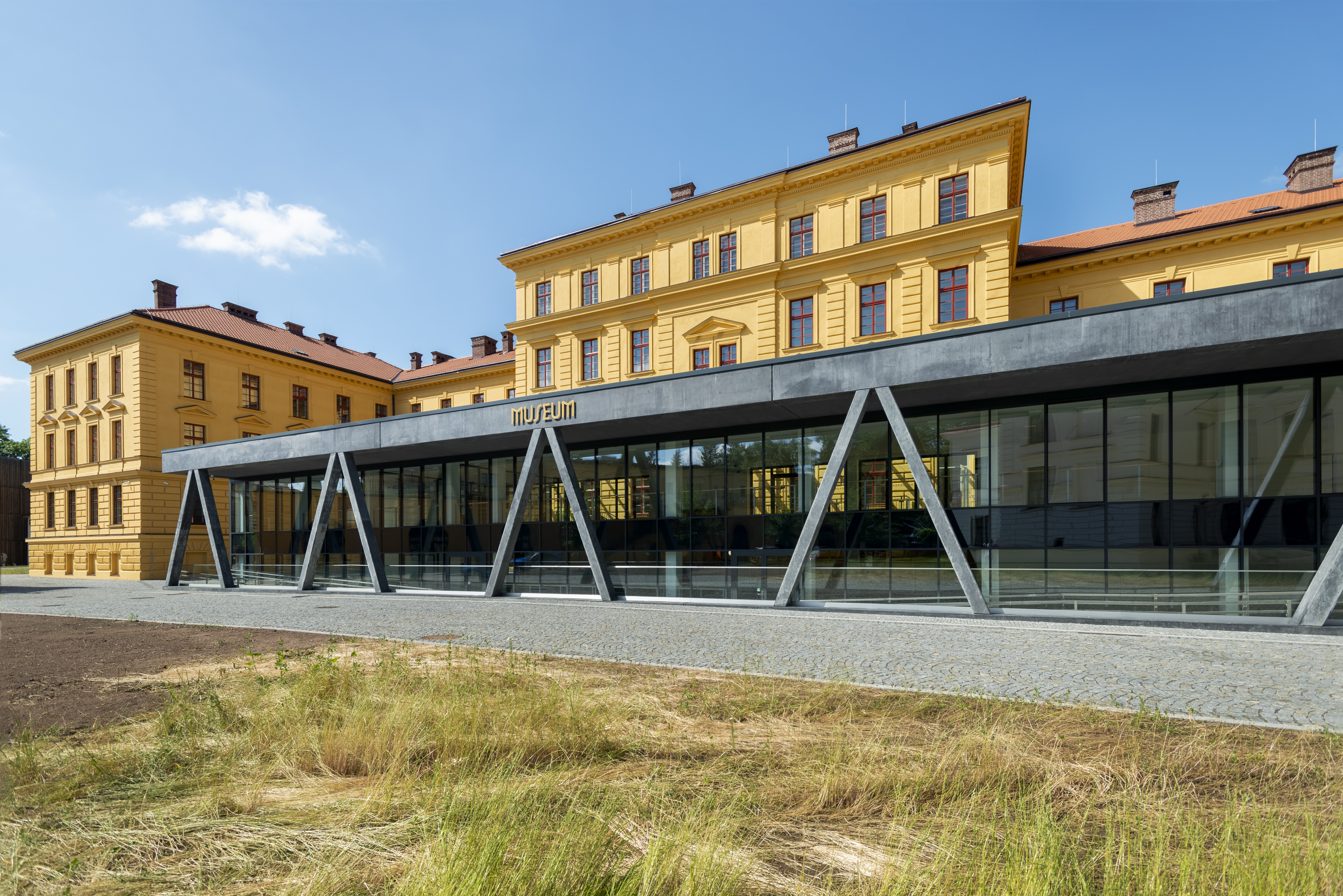
Budova muzea v areálu Gayerových kasáren

Muzeum sídlí v secesní muzejní budově, postavené v letech 1909 až 1913 architektem Janem Kotěrou na městském nábřeží (Eliščino nábřeží). Jedná se o architektovo vrcholné dílo a jednu z nejvýznamnějších památek české moderny vůbec.

Budova muzea je památkově chráněna od roku 1958. V roce 1995 byla budova vzhledem k zásadnímu postavení ve vývoji české architektury prohlášena národní kulturní památkou.

### Budova v areálu Gayerových kasáren
Novorenesanční původně armádní budova pochází z let 1897–1898. Od roku 1992 slouží muzeu primárně pro vědecko-výzkumné potřeby. Jsou zde umístěny kanceláře většiny zaměstnanců a depozitáře pro většinu předmětů. V letech 2019–2021 prošla budova rozsáhlou rekonstrukcí. 

### Vrbenského kasárna
Budova v rekonstrukci. Po dokončení rekonstrukce by měla mj. sloužit pro potřeby muzea. Mají zde vzniknout dvě expozice:
- největší přírodovědecká expozice v Česku. Má být zaměřena na přírodní dědictví východních Čech a navazujících regionů
- expozice dějin člověka (od nejstarších předchůdců lidí do poloviny 19. století)[29]

## Činnosti
Muzeum plní v hlavní činnosti několik aktivit.
- výstavní a vzdělávací – stále expozice, výstavy, akce pro veřejnosti
- sbírkotvorná
- vědecko-výzkumná – muzeum je zapsáno v seznamu výzkumných institucí (na základě rozhodnutí MŠMT), publikační aktivity
- odborná expertní – pracovníci muzea zajišťují expertní a recenzní posudky, odborná vyjádření pro orgány státní správy a samosprávy, památkovou terénní činnost, mykologickou poradnu, regionální pracoviště pro tradiční lidovou kulturu, knihovny

## Stálé expozice

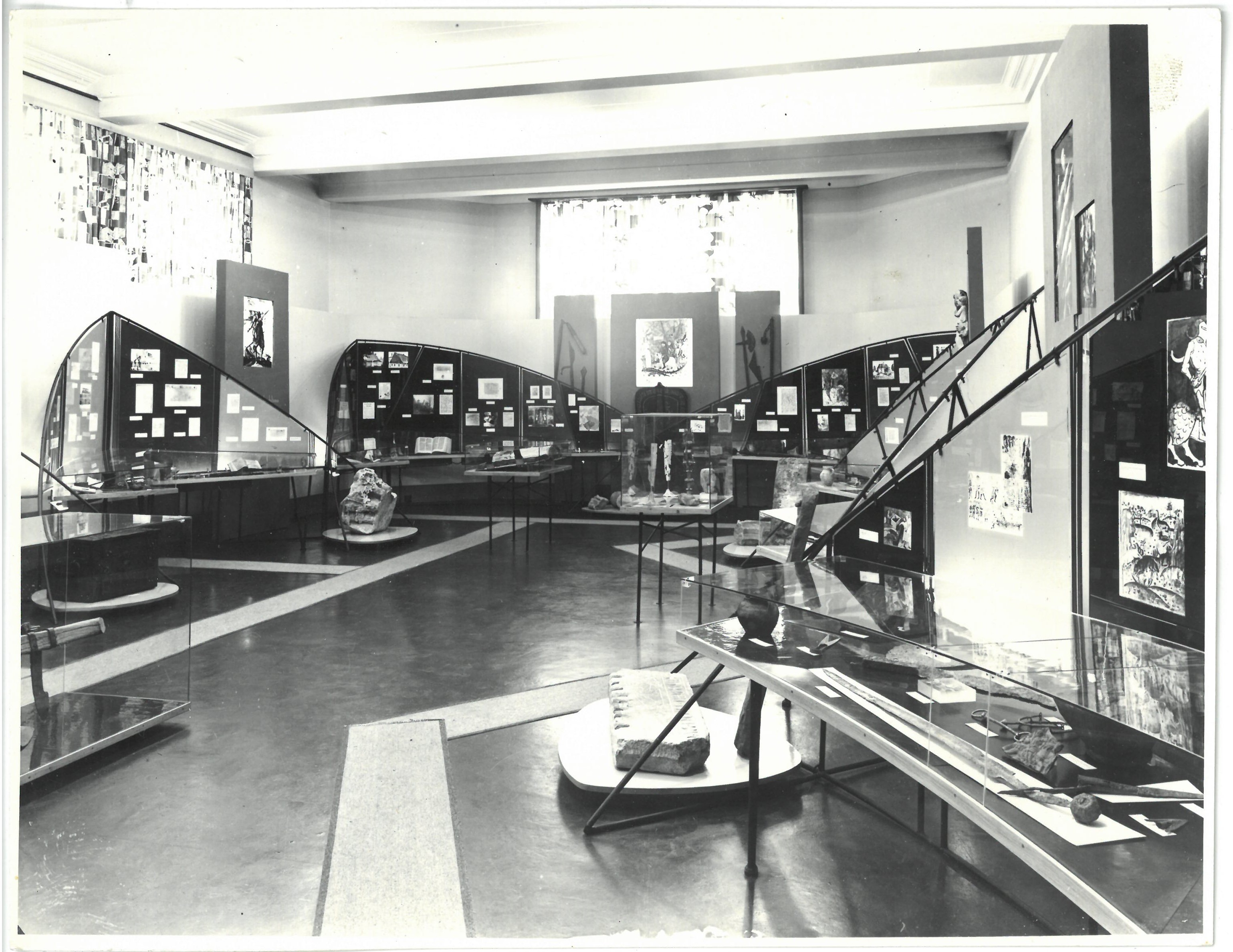
Expozice feudalismu v 60. letech 20. století

### Stálé expozice v minulosti
V 60. letech 20. století byla v muzeu instalována expozice feudalismu a kapitalismu.

#### Přírodovědecká expozice v 70. a 80. letech
V roce 1968 začala být instalována stálá expozice přírodovědného zaměření. Kvůli problémům se střechou však byly práce zastaveny a teprve po zajištění nezbytných oprav byla za šest týdnů roku 1971 dokončena. V prosinci toho roku byla zpřístupněna na tu dobu moderní přírodovědecká expozice představující geologii, botaniku i zoologii. Menší část byla věnována tématu ochrany přírody. Je považována za příklad zlomového moderního pojetí. Zaujímala plochu 200 m2. Instalována byla ve dvou výstavních sálech. V provozu byla do roku 1986.

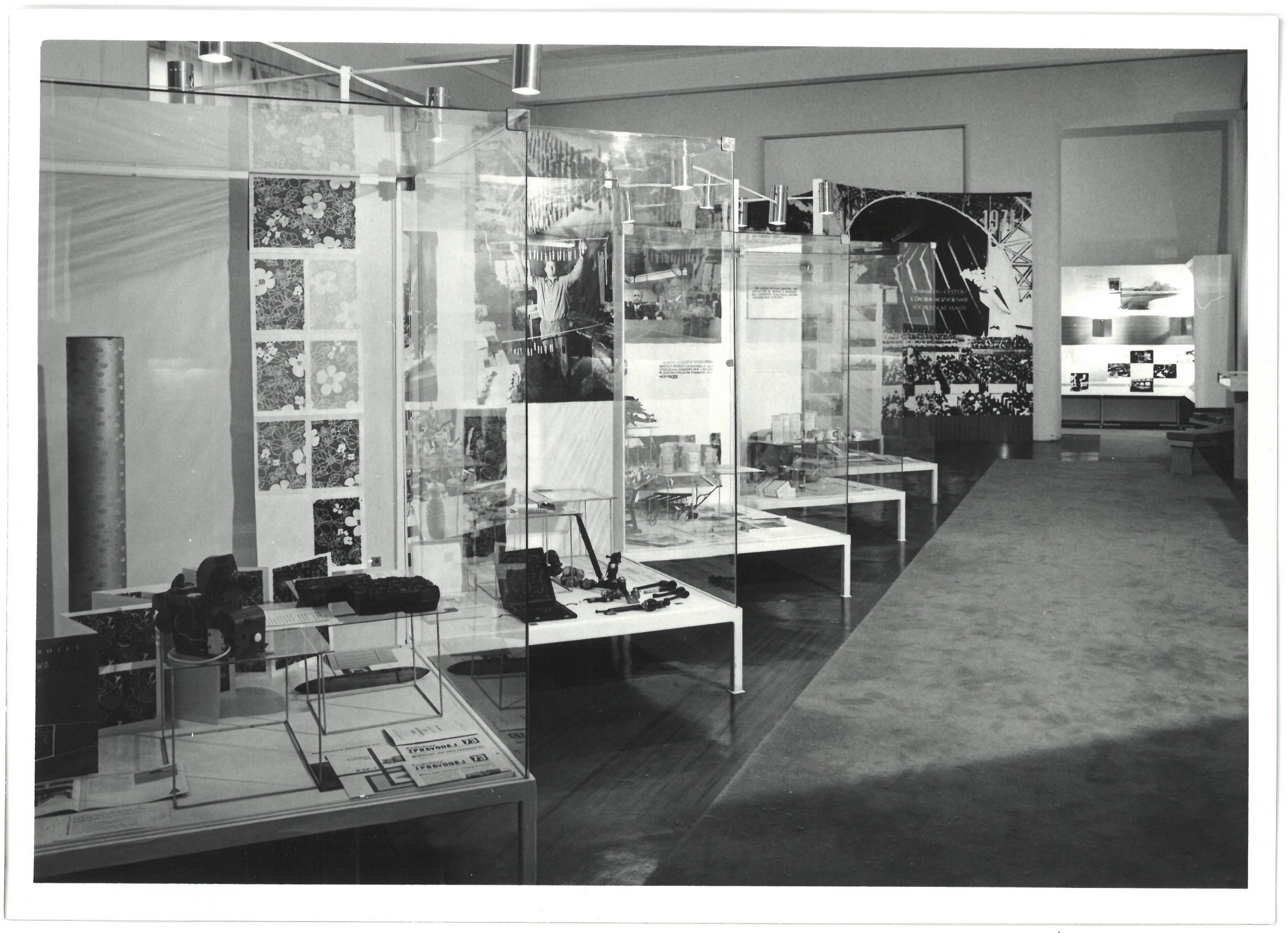
Expozice Století proměn

#### Historické expozice v minulosti
V roce 1973 také fungovala expozice Nových dějin a současnosti 1850–1972. O rok později vznikla expozice Století proměn (k vidění v letech 1974 až 1989).
V roce 1990 byla zpřístupněna historická expozice Královéhradecká vojenská pevnost a k vidění byla až do 18. května 1999.

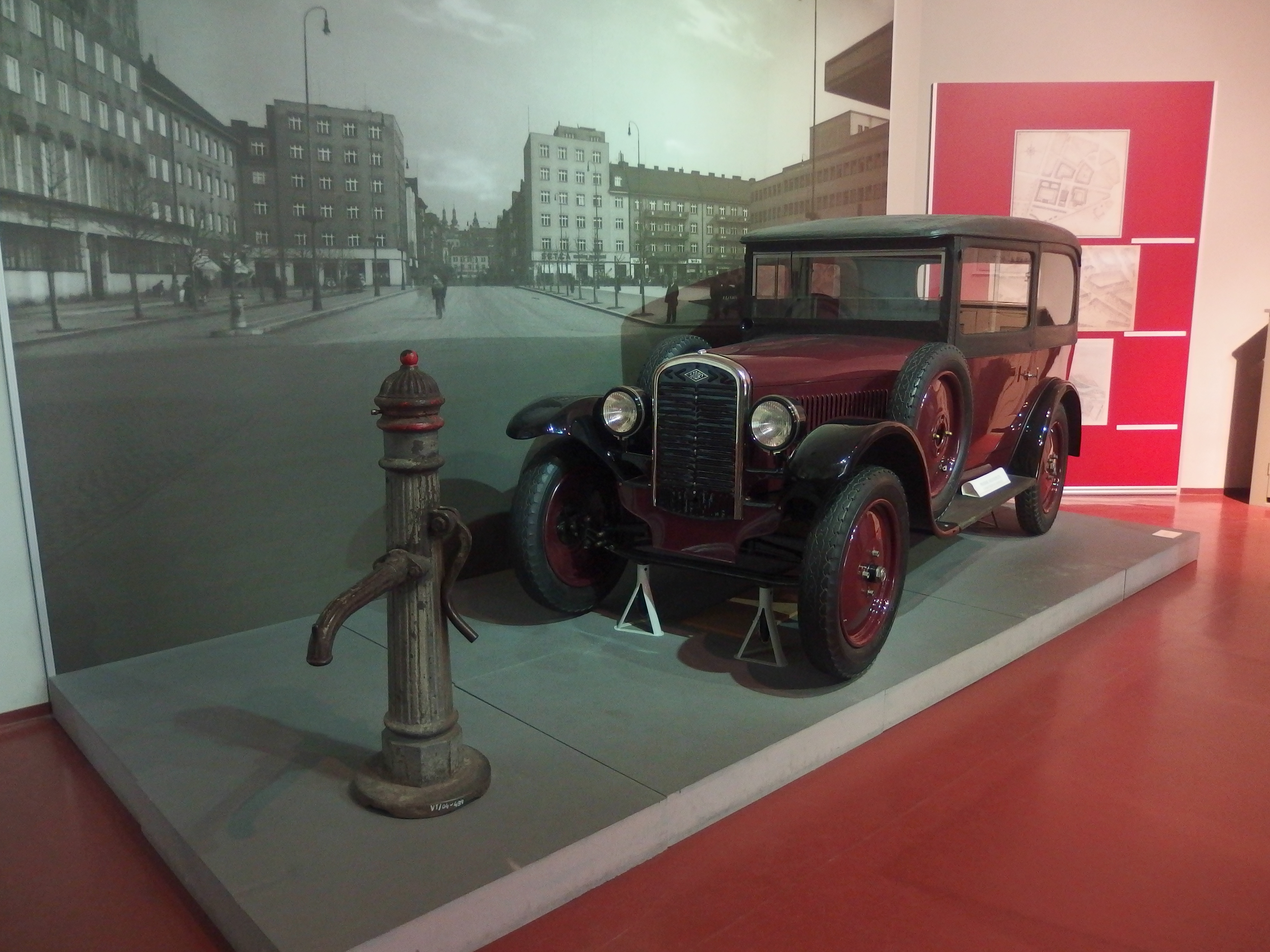
Automobil Start v dřívější historické expozici

#### Historické expozice před rekonstrukcí výstavní budovy (do 2017)
- Královské město nad soutokem – od nejstarších dějin osídlení Královéhradecka přes vznik města po založení biskupství (zpřístupněno 18. 5. 2009) 2. místo v Národní soutěži Gloria musaealis v kategorii muzejní výstava roku 2009.
- Od pevnosti k salónu republiky – architektura města od poloviny 18. století do vypuknutí druhé světové války: vznik bastionové pevnosti (inovace v roce 2016 – expozice Pevnost královéhradecká) + urbanismus v první třetině 20. století (zpřístupněno 2008)

### Stálé expozice v současnosti

#### Historická expozice "Cesty města"

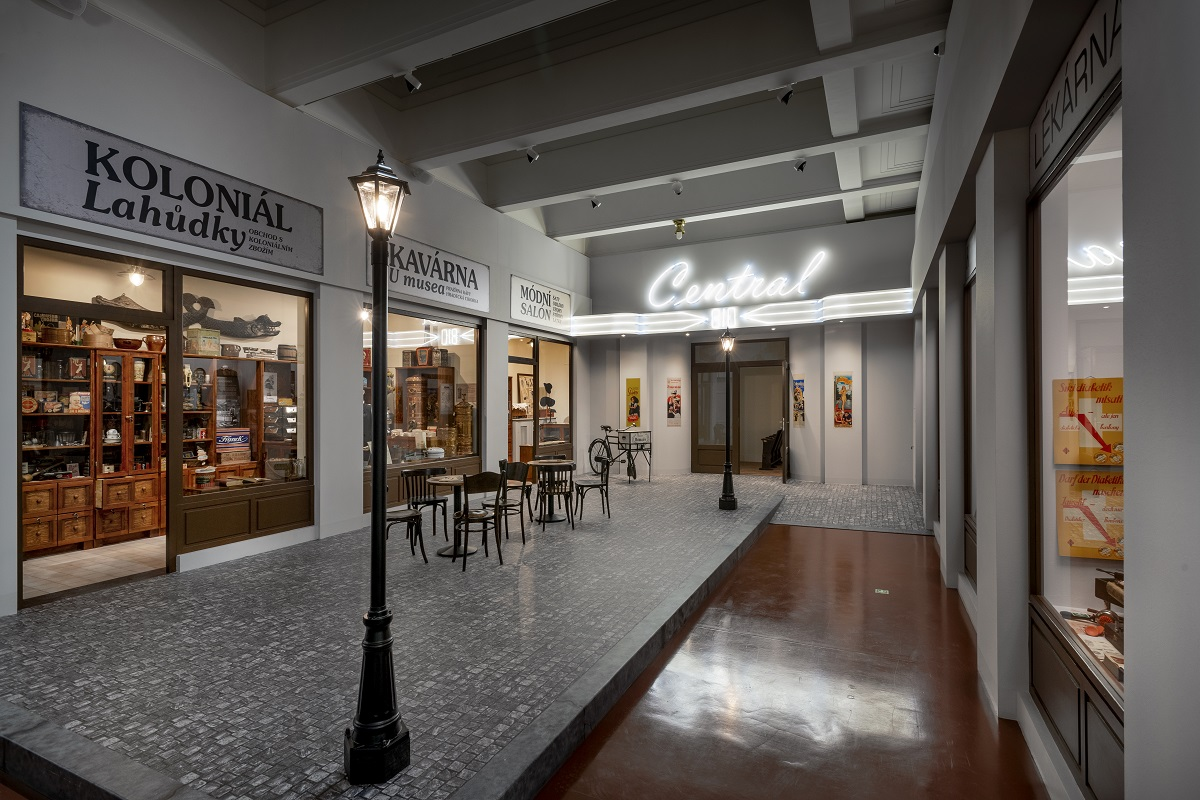
Expozice K salonu republiky

Expozice "Cesty města" je historickou expozicí zaměřenou na dějiny města Hradce Králové. Její výstavba probíhala od ledna 2021. K dokončení mělo dojít v červnu 2021, po němž měl následovat zkušební provoz. Návštěvnický provoz byl na jaře 2021 očekáván od října 2021. Nakonec k otevření expozice došlo v pátek 3. 12. 2021 v 10 hodin.
Expozice je rozdělena do tří částí ve čtyřech výstavních sálech:
- K městu českých královen – 13. až 16. století – urbanistická výstavba města s modelem středověkého Hradce Králové, řemesla (1 sál) – 2. podlaží
- K pevnosti – 17. století až 1866 (prusko-rakouská válka) období bastionové barokní vojenské pevnosti (1 sál) – 2. podlaží
- K Salonu republiky – od prusko-rakouské války do poloviny 40. let 20. století (2 sály) – 3. podlaží[38]

#### Muzeum války 1866

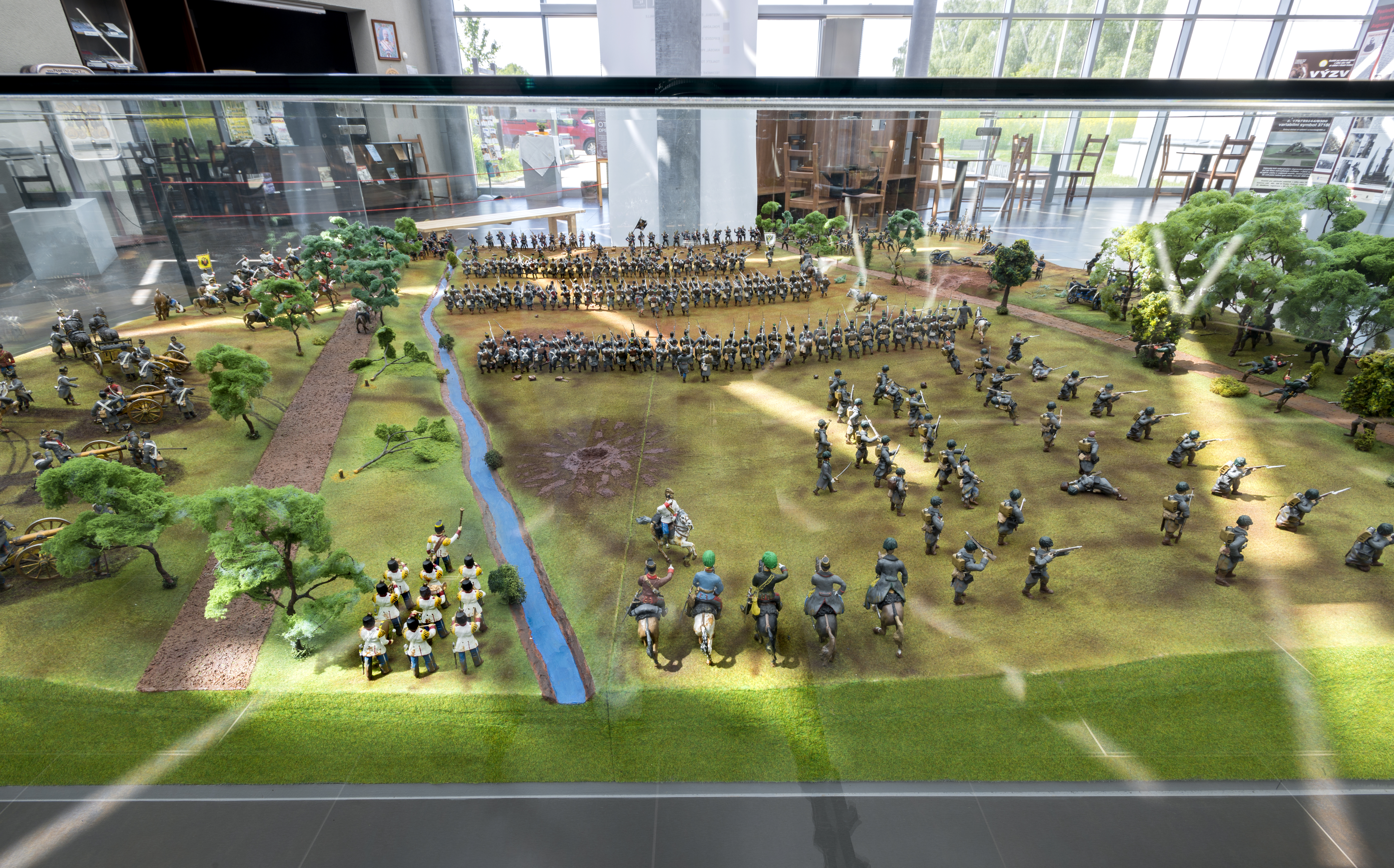
V Muzeu války 1866

Stálou historickou expozici věnující se prusko-rakouské válce a bitvě u Hradce Králové v roce 1866 má MVČ u osady Chlum, kde proběhlo centrální střetnutí. Nová expozice od roku 2012. Od podzimu 2023 rekonstrukce.

### Stálé expozice v přípravě a plánech
- Přírodovědecká expozice
- Archeologická expozice (Příběh krajiny, Příběh kultury, Příběhy lidí)

## Výstavy

### Výstavy v budově muzea

#### Výstavy v budově muzea v letech 2022–2025

##### Výstavy započaté v roce 2025
- Město plné pokladů (27. 6. – 26. 10. 2025)[39]
- Dědictví královského města (29. 5. – 15. 6. 2025)[40]
- Zobrazení Hradce Králové v proměnách času (25. 4. – 21. 9. 2025)[41]
- Hledači a sběrači: pět let programu „Jak nalézat a neničit?“ (4. 4. – 22. 6. 2025)[42]
- Velehory v Hradci Králové – MAGICKÝ HIMÁLAJ (7. 3. 2025 – 25. 10. 2026) – výstava předmětů a fotografií Rudolfa Švaříčka[43]

##### Výstavy započaté v roce 2024
- Salon východočeské fotografie (24. 11. 2024 – 19. 1. 2025)[44]
- Lesk a bída preparace: Když exponáty (ne)vypadají jako živé (12. 11. 2024 – 2. 2. 2025)[45]
- Panoptikum – výstava obrazů Jiřího Vavřiny (11. 10. 2024 – 5. 1. 2025)[46]
- 111 let vystavujeme v historické budově muzea (27. 9. 2024 – 2. 3. 2025)[47]
- Hradecká atletika v běhu času 1904–1924 (18. 9. – 29. 12. 2024)[48]
- Pražské Předměstí: město na předměstí 1924–2024 (13. 8. – 10. 11. 2024)[49]
- Na okraji keltského světa (28. 6. 2024 – 27. 4. 2025, prodlouženo do 27. 5. 2025)[50]
- Míla Fürstová: Taj jemnosti aneb Návraty domů (5. 4. – 27. 10. 2024)[51]

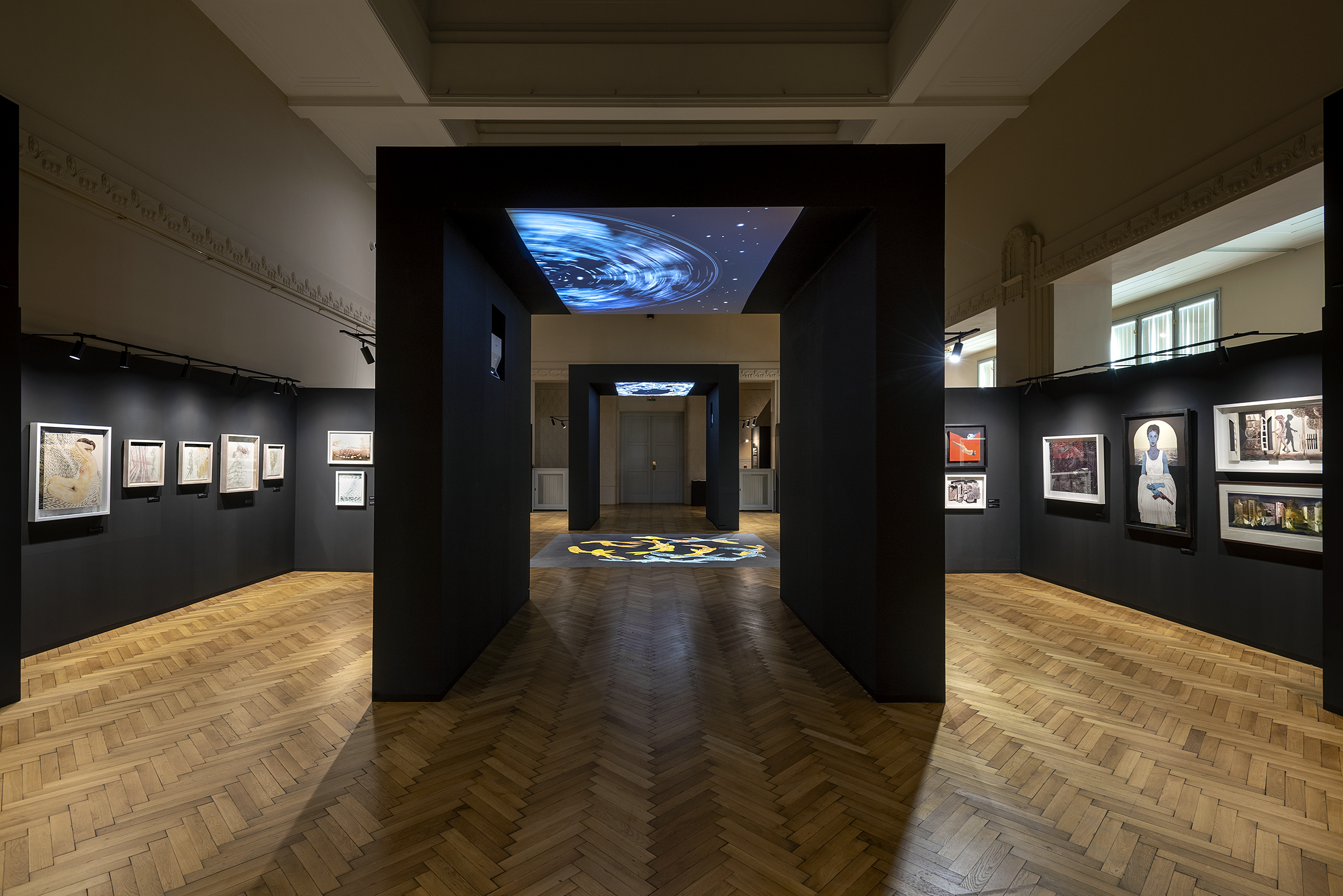
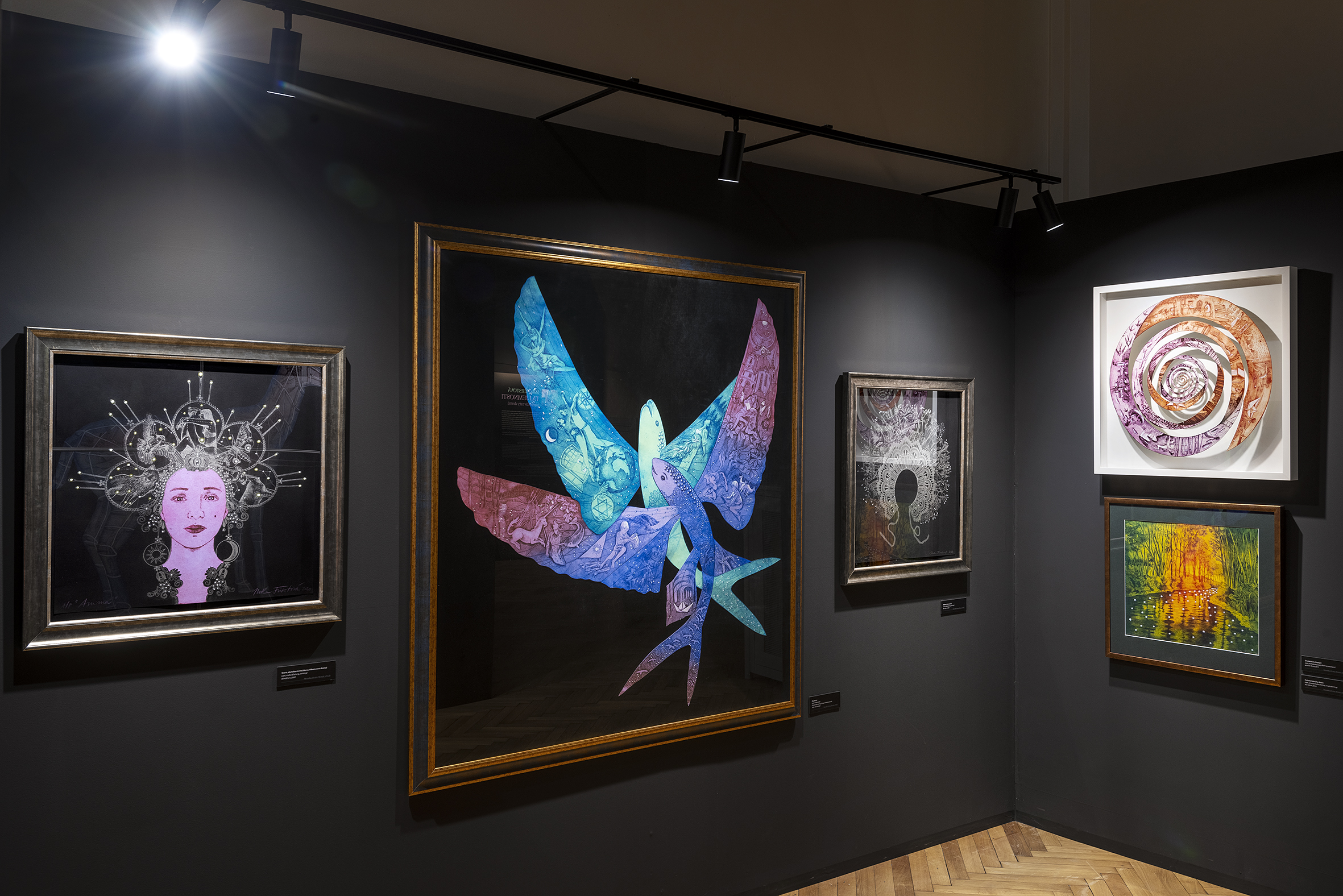
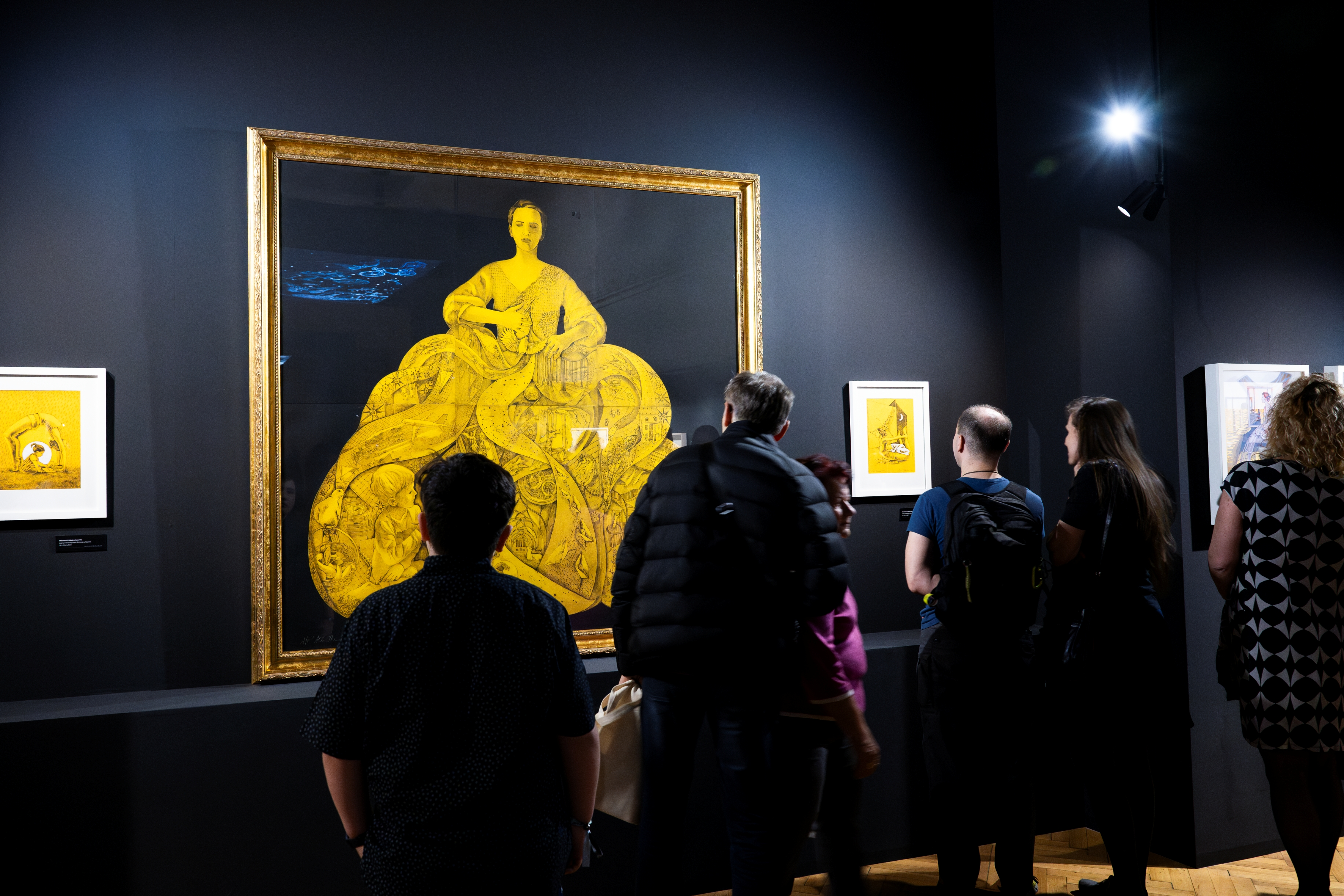
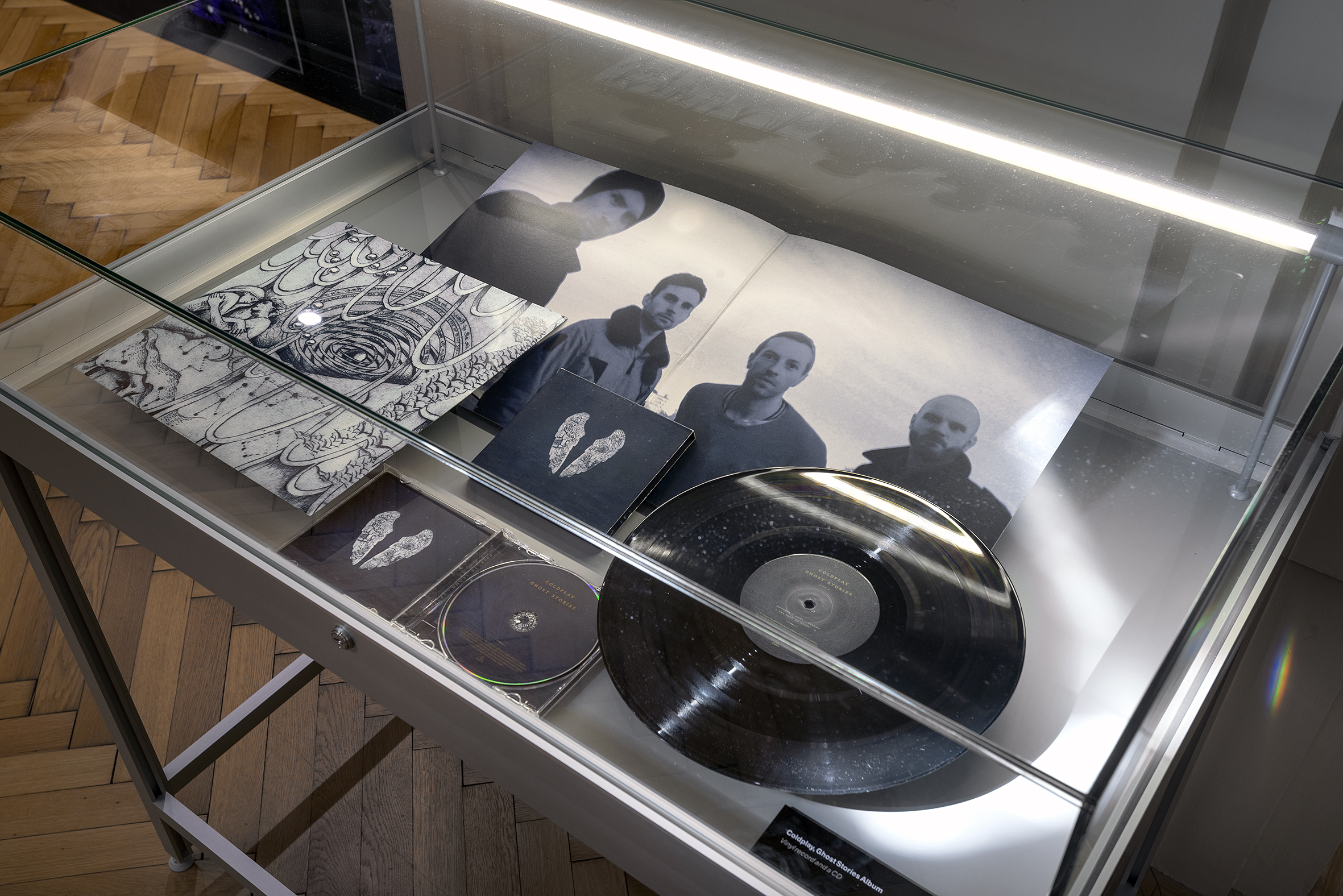

- Studentský design (25. 3. – 10. 4. 2024) – výstava 32. ročníku celostátní soutěžní přehlídky prací žáků a studentů středních a vyšších odborných škol s výtvarnými a uměleckořemeslnými obory[52]
- ASILI WATU – přírodní národy Afriky (1. 3. – 30. 4. 2024) – fotografická výstava v kavárně Muzeum[53]
- Co nenašli archeologové (8. 2. 2024 – 24. 3. 2024) – fenomén amatérských spolupracovníků východočeských archeologů napříč časem[54]

##### Výstavy započaté v roce 2023
- Kouzlo hraček (10. 11. 2023 – 3. 3. 2024)[55]
- Merch, brandové předměty (30. 6. – 3. 9. 2023)[56]
- Památky prusko-rakouské války 1866 (30. 6. – 24. 9. 2023)[57]
- Jan Žižka – husité ve východních Čechách (23. 6. 2023 – 21. 4. 2024, prodlouženo do 5. 5. 2024[58])

Výstava zachycovala průběh husitství ve východních Čechách. Kromě vojenství (ukázky zbraní jako palcát či pavéza) se instalace věnuje každodennosti (vybavení domácnost) a významu hnutí ve výtvarné kultuře (např. výjevy na kamnových kachlích). Výstava zároveň zachycuje husitství z pohledu umělců 19. a 20. století a jejich obrazů, grafik či soch.

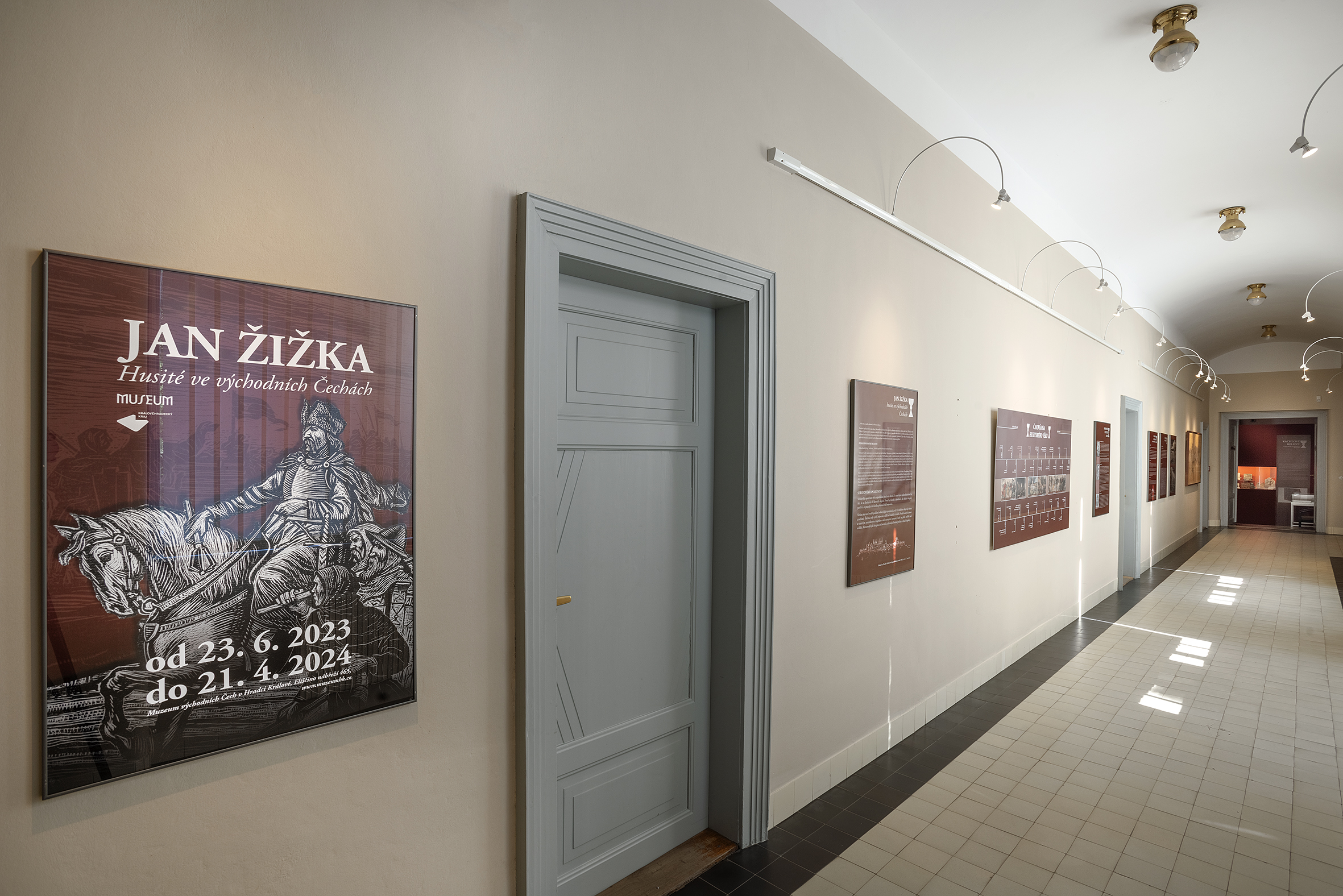
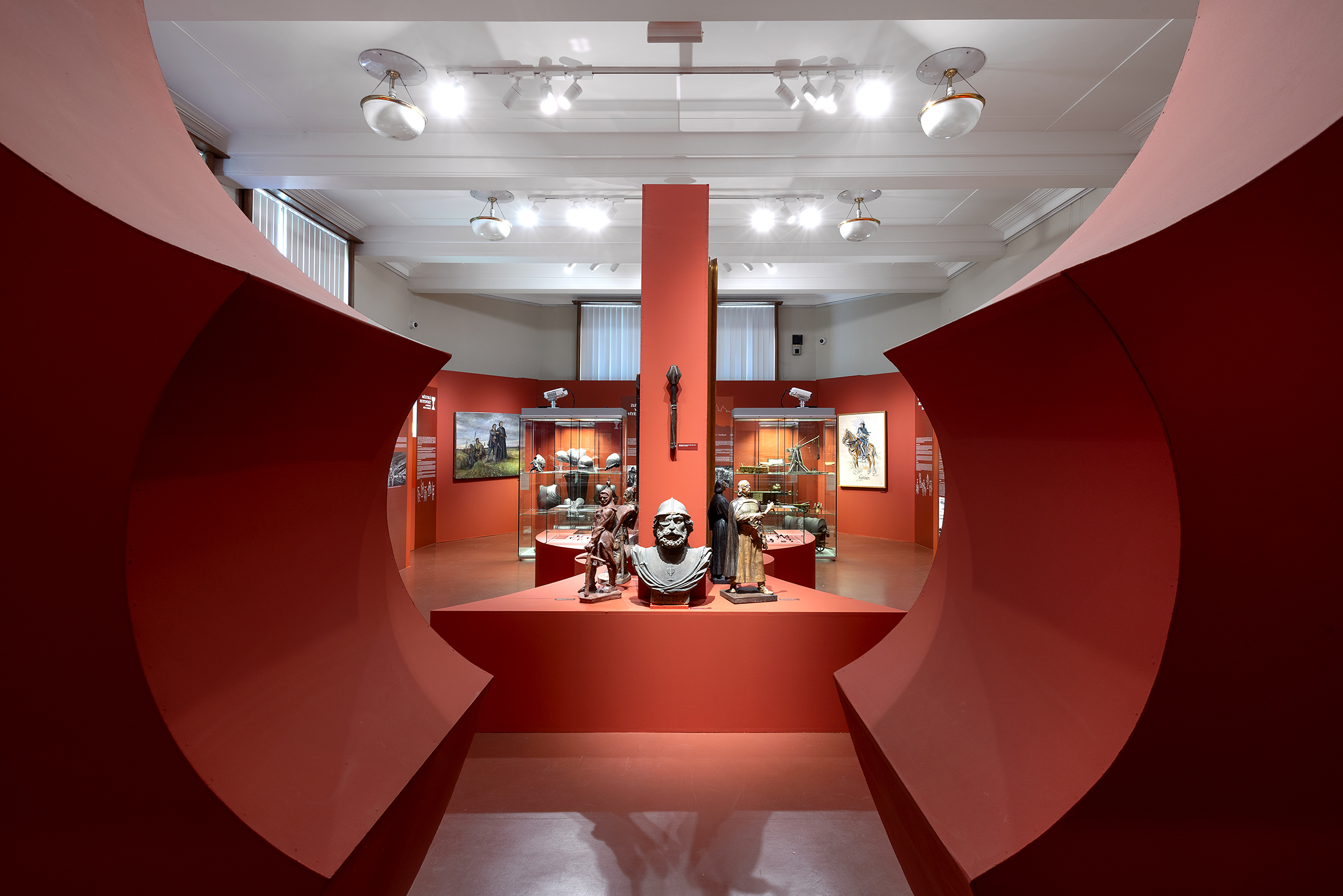
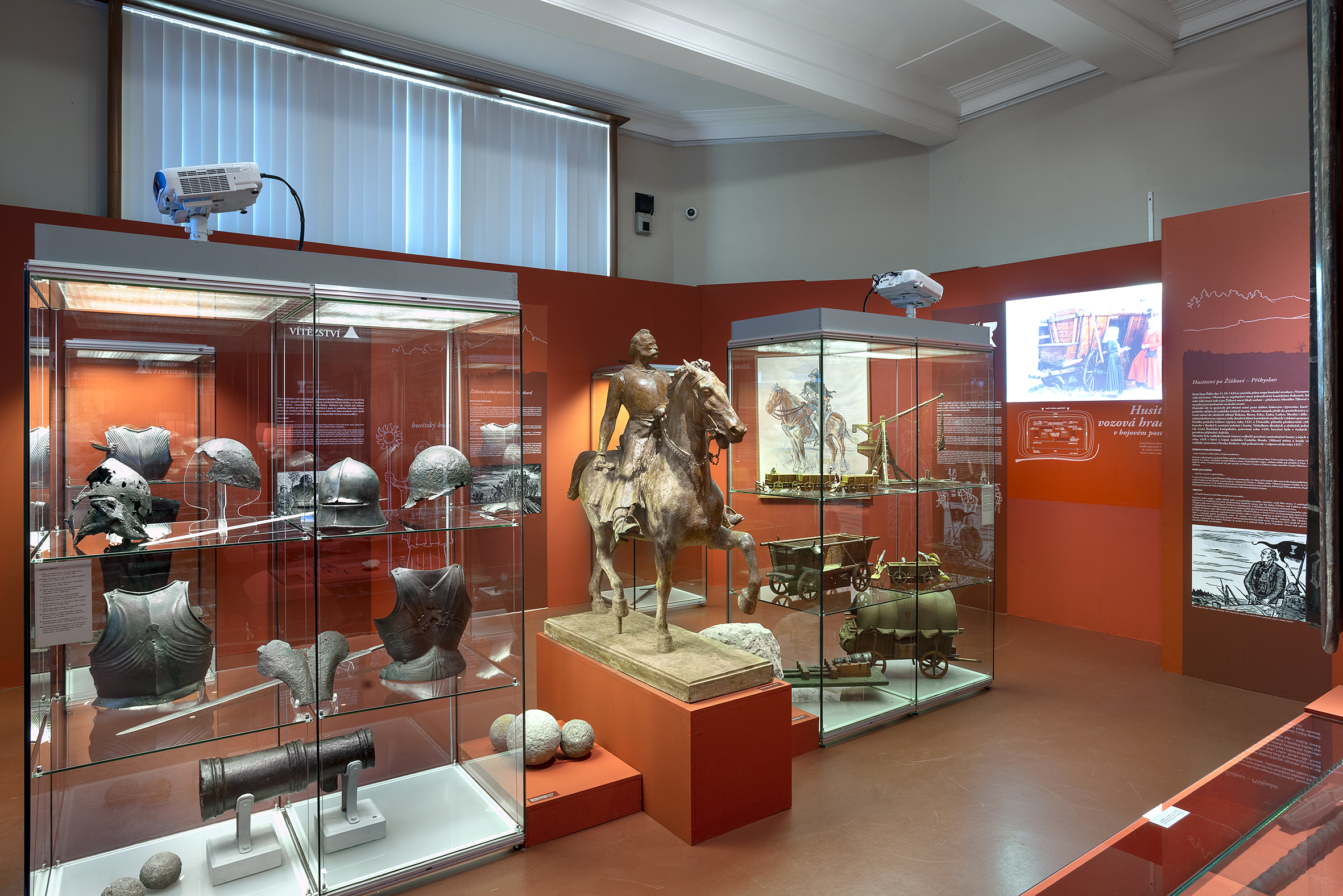
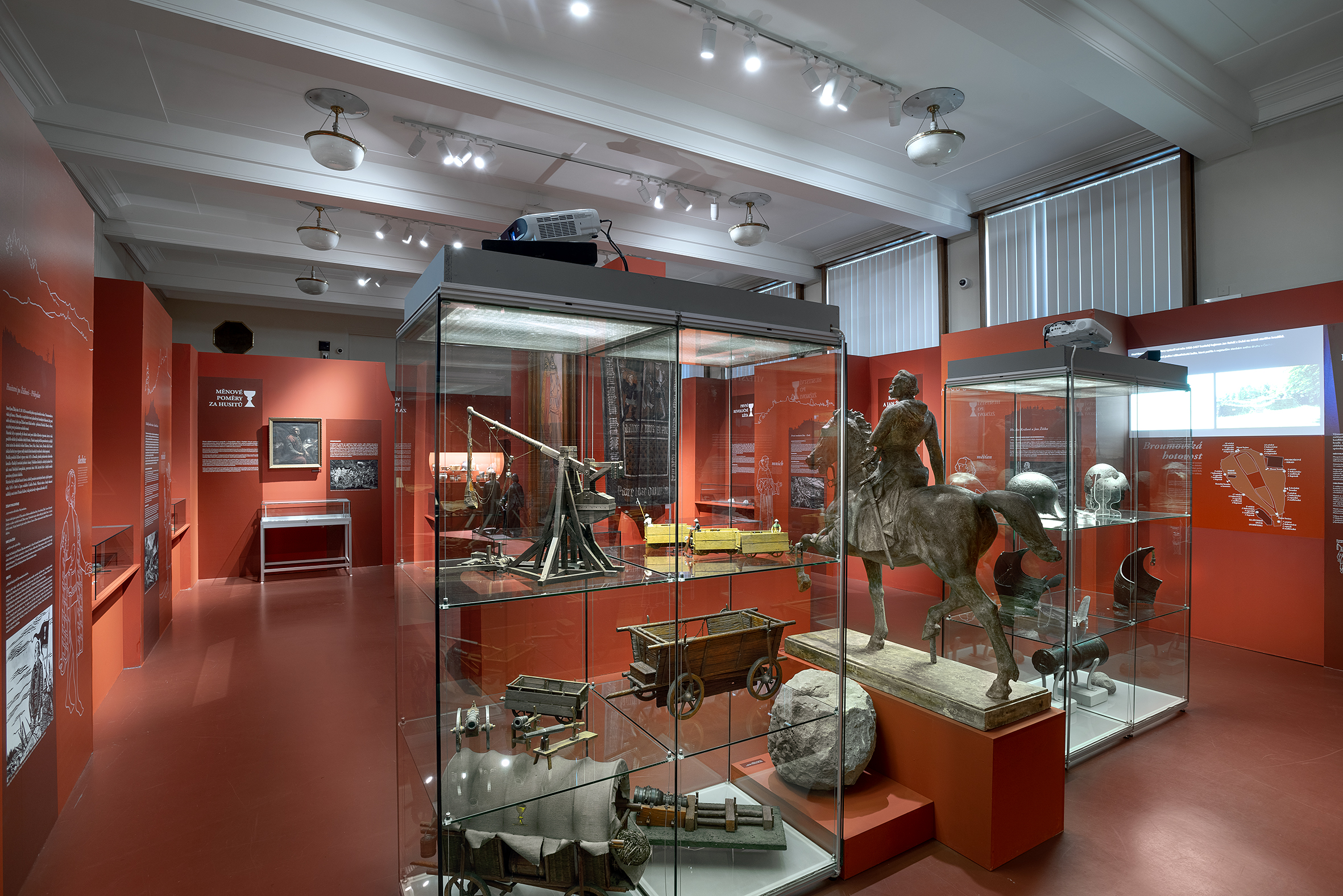

- Sto let je jen začátek, Český rozhlas 1923–2023 (19. 5. až 25. 6., prodlouženo do 3. 9. 2023)[61]
- Detaily moderní architektury Hradce Králové na fotografiích Jiřího Zikmunda (12. 5. – 25. 6. 2023)

Vystaven výběr 37 snímků architektonických detailů královéhradecké moderní architektury. Fotografie vznikaly jako součást dokumentace moderní architektury v Hradci Králové zpracovávané v rámci projektu Královéhradecký architektonický manuál (KAM), který nabízí databázi, dokumentaci a procházkové stezky po moderní architektuře města.
- Doteky Afriky (28. 4. – 3. 9. 2023)

Výstava prezentovala fotografie Martina Veselého a jeho dcery Anežky Veselé. Snímky zachycující tlapky a srst afrických zvířat byly pořízené v Zoo Dvůr Králové nad Labem. Součástí výstavy byly i exponáty z přírodovědného oddělení MVČ a zápůjčky ze Zoo Dvůr Králové. Tyto předměty sloužily jako edukační nadstavba výstavy pro rodiny s dětmi i školní skupiny. Zapojeny byly taky audiovizuální prvky ve formě interaktivní projekce mapy Afriky a dotyková obrazovka s databází zvuků zvířat. Návštěvník má možnost využít haptických předmětů – odřezků kůží zvířat, kopyta zebry a rohu antilopy.

##### Výstavy započaté v roce 2022
- Já, UPÍR, přistání povoluji! (2. 12. 2022 – 23. 4. 2023)

Výstava zachycující československé vojenské letectvo v Hradci Králové a Pardubicích v letech 1945–1992. První ucelená výstava na toto téma.
- Četnické humoresky v Salonu republiky (15. 10. 2022 – 26. 3. 2023)

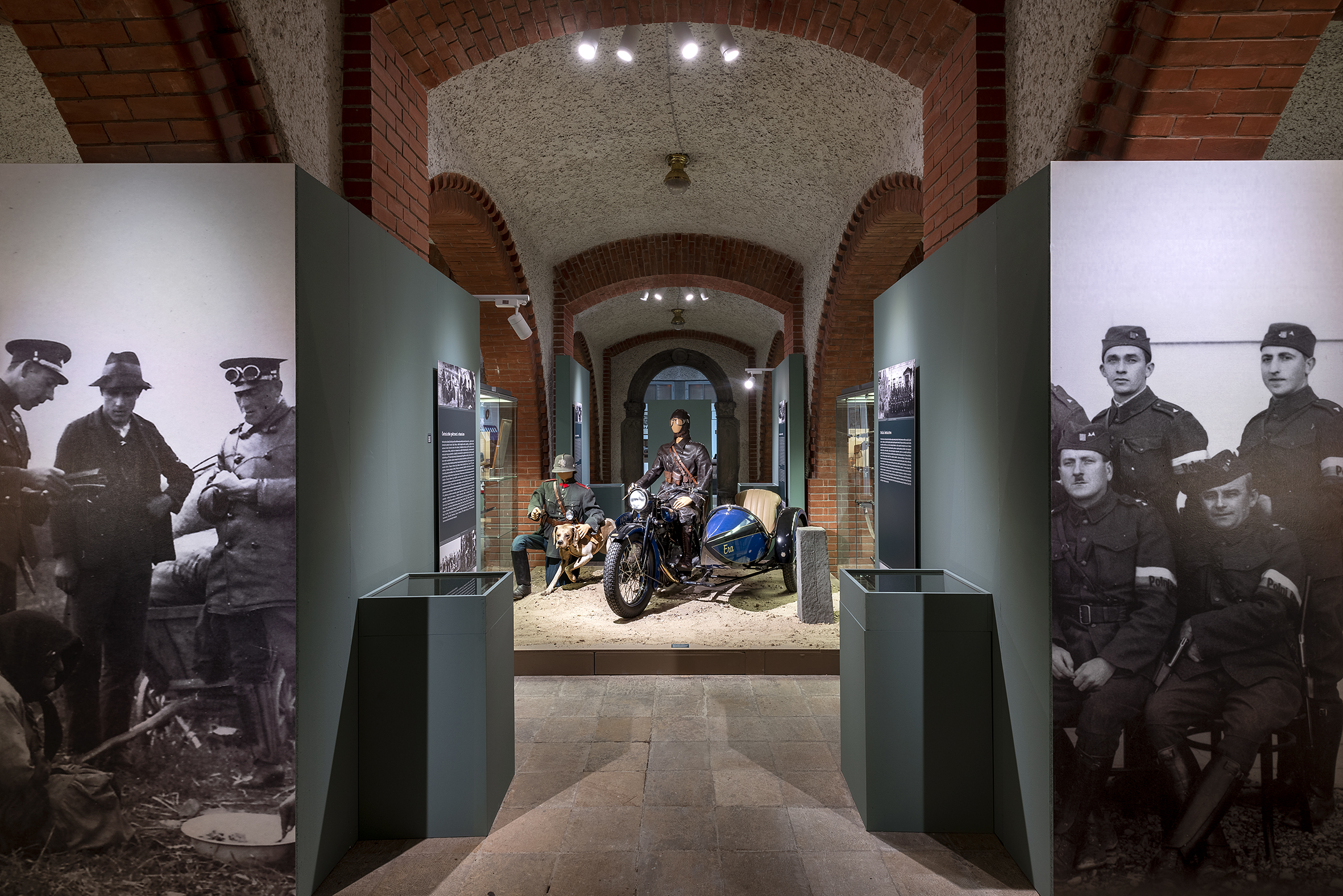
Četnické humoresky v Salonu republiky

Nejrozsáhlejší výstava věnovaná četnictvu v Česku již v názvu odkazuje na úspěšný televizní seriál, pro jehož děj a postavy jako inspirace posloužili četníci v Hradci Králové a okolí. Výstava porovnává hrdiny seriálu s jejich reálnými předobrazy a ukazuje fungování četnictva (primárního bezpečnostního sboru) za první republiky.
- Život je teď 2022 – výstava fotografií (24. 6. – 28. 8. 2022)

Výstava představuje fotografie seniorů z domova důchodců ve Dvoře Králové nad Labem v prostředí Národního hřebčína Kladruby nad Labem. Jedná se o výsledek čtvrtého ročníku projektu. V prvním ročníku vznikly fotografie přímo v domově důchodců, při druhém ročníku v Základní kynologické organizaci ve Dvoře Králové n. L a třetí ročník proběhl v prostorách Safari Parku Dvůr Králové.
- Měnící se svět – výstava sezony (17. 6. 2022 – 12. 11. 2023)

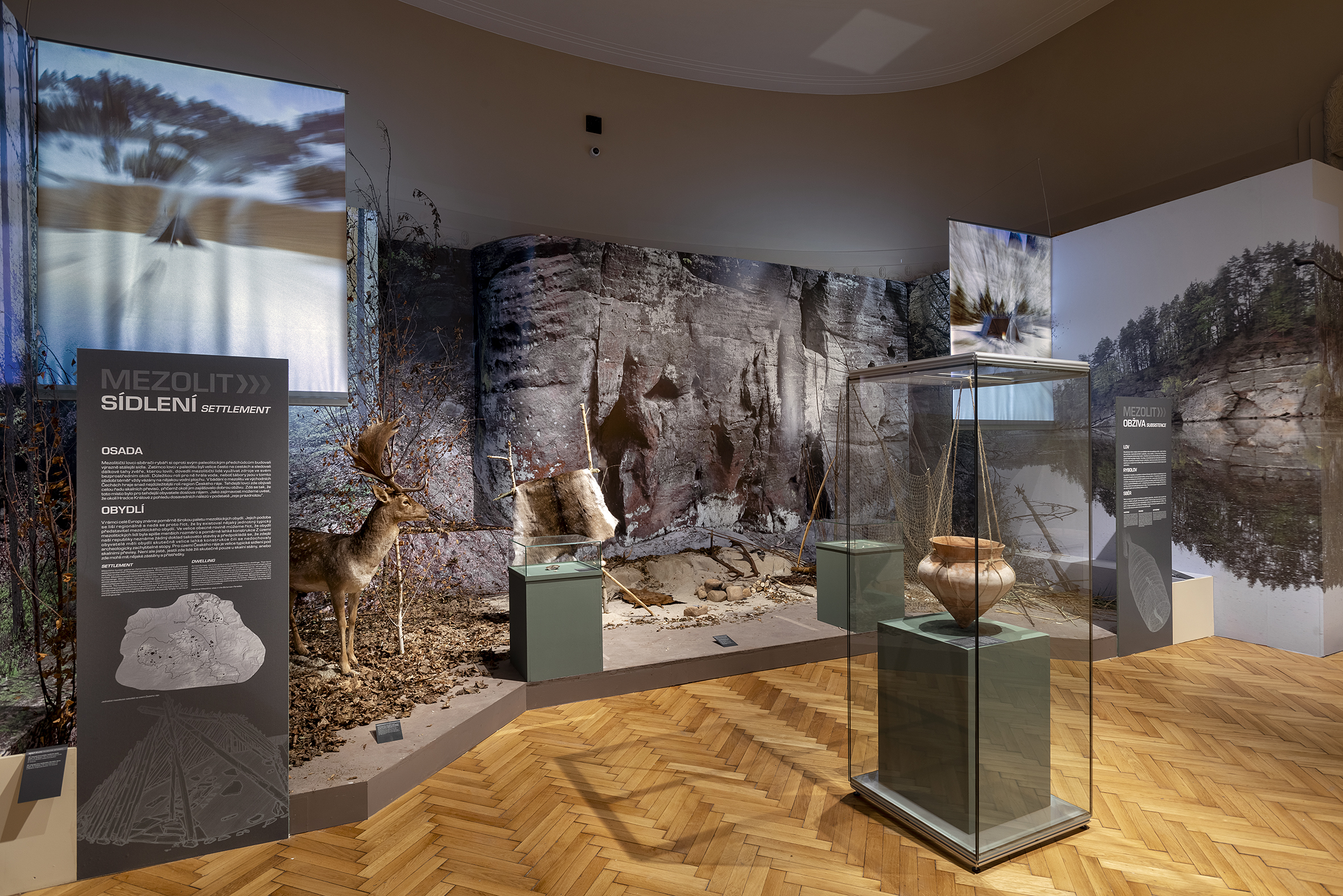
Měnící se svět

Archeologická výstava Měnící se svět nese podtitul Poslední lovci a první zemědělci (nejen) ve východních Čechách a zaměřuje se zejména na období doby kamenné, resp. její výsek (mezolit a neolit včetně tzv. neolitické revoluce). Výstava je rozdělena do čtyř částí a umístěna v Galerijním sále. Součástí jsou rovněž promítané 3D modely tehdejšího osídlení a krajiny
- Marek Zákostelecký L+, souborná výstava loutek kostýmů a scénografie (1. 4. – 28. 8. 2022)

Výstava představuje souborné dílo divadelního scénografa a režiséra Marka Zákosteleckého. Je možné zhlédnout loutky, kostýmy, scénografii, ale i užité grafiky, ilustrace a volnou tvorbu, které byly určeny především dětskému divákovi. Průřez prací Marka Zákosteleckého mapuje jeho více než třicetiletou tvorbu, která je z větší části spojena s Divadlem Drak v Hradci Králové.
- Mistři svého řemesla (25. 3. – 26. 6. 2022, výstava prodloužena do 28. 8. 2022[68])

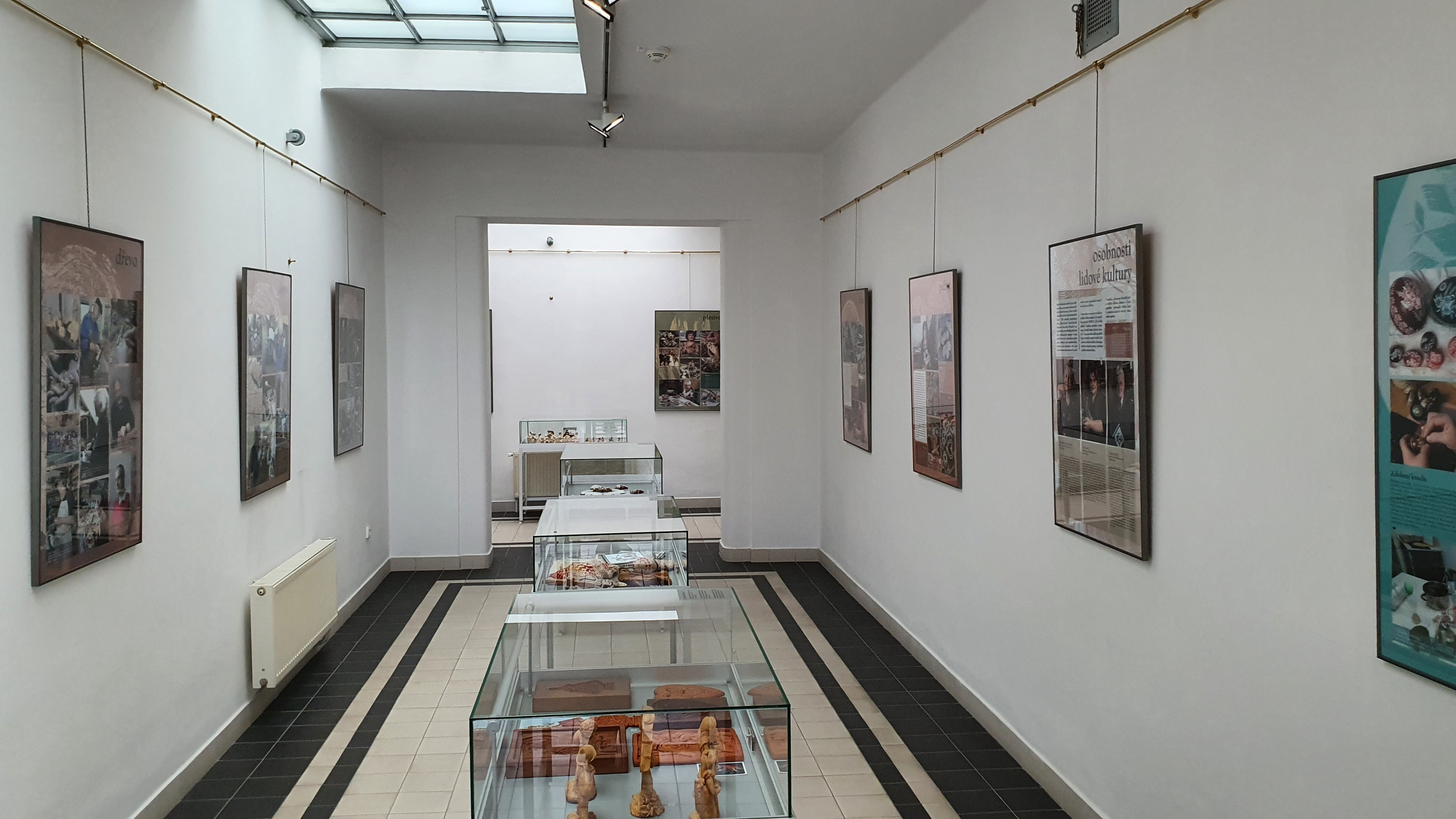
Mistři svého řemesla

Výstava navazuje na dvacáté výročí ocenění v oblasti tradičních lidových řemesel s názvem Mistr tradiční rukodělné výroby Královéhradeckého kraje (do roku 2017 Zlatý kolovrat), které uděluje Rada Královéhradeckého kraje od roku 2002. Kromě oceněných mistrů se soustředí také na materiály, s nimiž se v rozmanitých řemeslech pracuje – dřevo, kov, pletiva, sklo, textil, hlína a pečivo.
- Ke kořenům – Ukrajina krojů a tradic (22. 3. – 29. 5. 2022)

Benefiční výstava reprezentuje lidové kroje jednotlivých ukrajinských regionů z přelomu 19. a 20. století na fotografiích. Stranou nezůstaly ani nejvýznamnější liturgické a lidové svátky této země a také světové kulturní dědictví UNESCO, nacházející se na území Ukrajiny. Součástí výstavy je rovněž stručný přehled základních mezníků dějin ukrajinské státnosti.
- Spoušť plná života – příroda míst narušených člověkem (18. 3. – 18. 9. 2022)

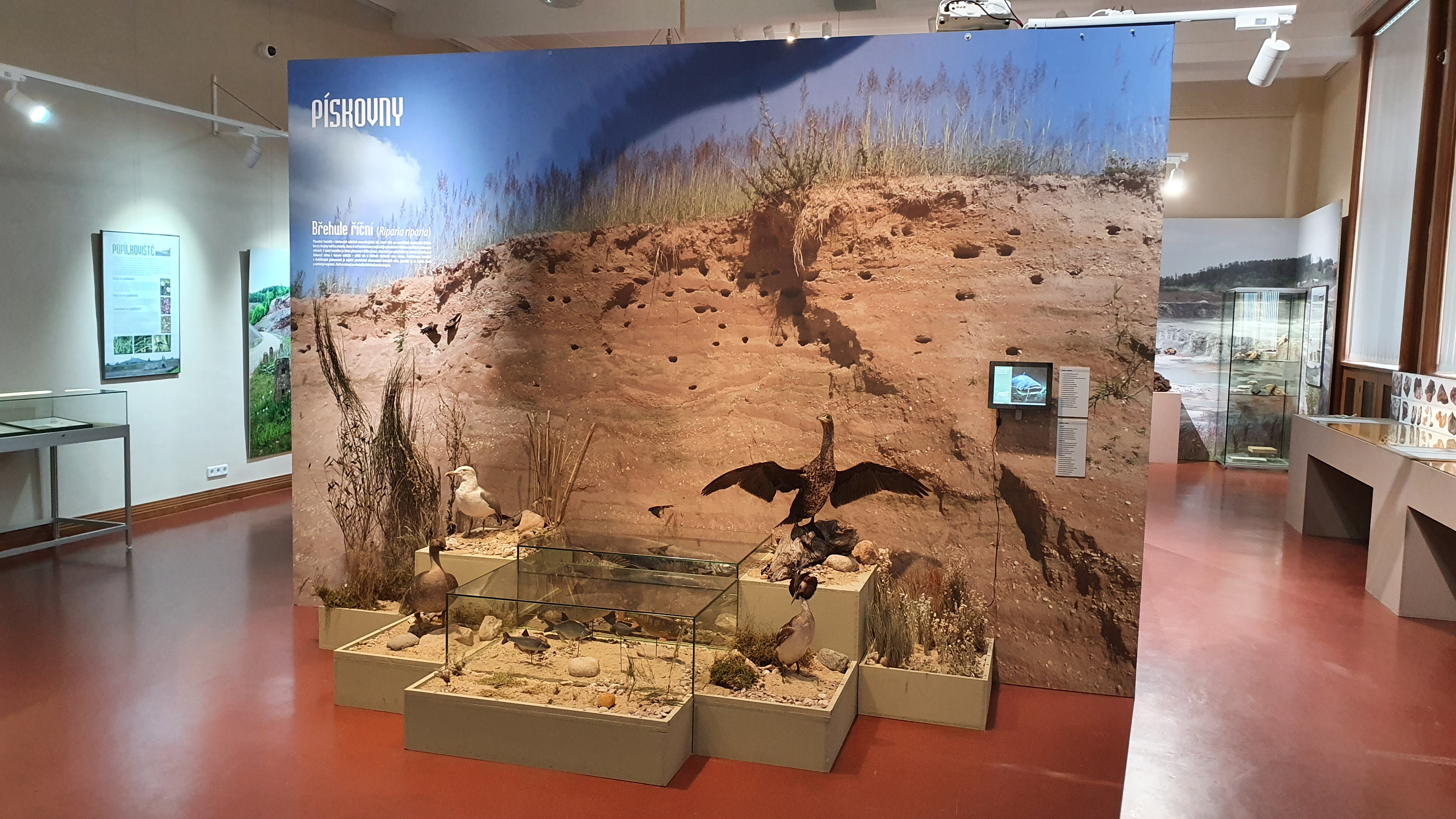
Výstava Spoušť plná života

Výstava představuje krajinné prvky, jako jsou lomy, pískovny, výsypky nebo odkaliště, kde je vnímán vliv člověka většinou negativně. Zde jsou ale představeny jako pozoruhodná místa k životu pro vzácné organismy. Rozmanitost narušených ploch, jejich oživení a různé osudy jsou ukázány na 15 konkrétních příkladech. Největší pozornost je věnována lomu Rožmitál u Broumova.
- Plechová abstrakce (16. 2. – 3. 4. 2022)[69]

#### Přehled výstav z let 2017 až 2021
- KOMenský v KOMiksu: Kreslený život „Učitele národů“ (16. 7. – 31. 12. 2021)[70]
- Císař umění (10. 6. – 6. 11. 2021)[71][72]
- Rudolf II. Umění pro císaře (28. 5. – 7. 11. 2021) – hlavní sezónní výstava s představením běžně nepřístupných výtvarných děl (zejména ze soukromých sbírek) od dvorních umělců císaře Rudolfa II., např. Hanse von Aachen, Bartholomea Sprangera, Matthiase Gundelacha, Josepha Heintze staršího, Roelandta Saveryho, Pietera Stevense, Dircka de Quade van Ravesteyn, Adriana de Vries, Aegidia Sadelera a Lucase van Valckenborch.[73]
- Poklady spolupráce – Když archeologie spojí síly s veřejností (5. 3. – 5. 9. 2021)
- Století Karla Otčenáška (4. 12. 2020 – 6. 6. 2021)
- Pražský groš – příběh nejslavnější české mince (10. 10. 2020 – 6. 6. 2021)
- 1920–2020: století čsl. ústavnosti a demokratické armády (1. 8. 2020 – 1. 11. 2020)
- SKLOLETÍ / 100 let sklářské školy v Železném Brodě (3. 7. 2020 – 25. 10. 2020)
- Uprostřed Koruny české: Gotické a raně renesanční umění východních Čech (1250–1550) (7. 2. 2020 – 28. 6. 2020)
- Okolo Hradce aneb Hradečáci na kole (1. 11. 2019 – 22. 3. 2020)
- Kdo, když ne my, kdy, když ne teď (1. 11. 2019 – 5. 1. 2020)
- Příroda z depozitářů – 80 let Přírodovědeckého muzea v Hradci Králové (1. 11. 2019 – 5. 1. 2020)
- Operace Barium – 2. světová válka a Královéhradecko (1. 11. 2019 – 5. 1. 2020)
- Tajemství ptačí sekery – raný středověk v jednom nálezu (1. 11. 2019 – 12. 1. 2020)
- Muzejní nostalgie. 110 let budovy ve fotografii (19. 1. 2018 – 4. 3. 2018)
- Houby živé, jedlé i jedovaté (5. 10. 2017 - 8. 10. 2017)
- Královéhradecké regulační plány (30. 6. 2017 - 5. 11. 2017)
- O motýlech a lidech (19. 5. 2017 – 24. 9. 2017)
- Echoes – 100 let finského regionu a architektury (10. 5. 2017 – 18. 6. 2017)
- Zemanský – paintings (27. 4. 2017 – 30. 6. 2017)
- Velká vizita (24. 3. 2017 – 5. 11. 2017) – výstava o zdravotnictví a sociálně zdravotní péči v Hradci Králové
- České loutkové divadlo třikrát jinak (10. 3. 2017 – 2. 4. 2017)
- Fosilie Michala Potůčka (27. 1. 2017 – 23. 4. 2017)
- Fashion, Dominika Cyprová (7. 1. 2017 – 22. 1. 2017)[74]

V roce 2016 procházela rekonstrukcí Galerie moderního umění v Hradci Králové, její předměty byly vystavovány v Muzeu východních Čech.
Po většinu let 2018 a 2019 byla historická výstavní budova v rekonstrukci, a tak v ní neprobíhaly výstavy.

### Online výstavy
Kvůli pandemii nemoci covid-19 bylo muzeum značnou část sezóny 2021 pro veřejnost uzavřeno. Pracovníci muzea proto připravili online digitální možnosti prohlídky výstav:
- 4 panoramatické prohlídky výstav (fyzicky instalovaných)
  - 1920–2020: století čsl. ústavnosti a demokratické armády
  - SKLOLETÍ / 100 let sklářské školy v Železném Brodě
  - Uprostřed Koruny české (kulturní památky východních Čech
  - Okolo Hradce aneb Hradečáci na kole
- 3 online výstavy
  - Vánoční ozdoby
  - Svoboda přišla v máji – u příležitosti 75. výročí května 1945
  - Architekt Josef Gočár a Hradec Králové – u příležitosti 140. výročí architektora narození a 75. výročí jeho úmrtí
- 4 multimediální digitální exkurze (kombinace výstavy a virtuální prohlídky vybraného místa)
  - Malá procházka penězi napříč staletími
  - Přírodověda v roušce
  - Výlet za fosiliemi mladších prvohor
  - Konzervátorské dílny

### Výstavy mimo prostory muzea
Muzeum také zajišťuje výstavní činnost mimo své vlastní výstavní prostory. Výběr z těchto výstav:
- Bylo jaro a konec Protektorátu (24. 4. – 8. 6. 2025) – u příležitosti 80 let od konce 2. světové války, ve veřejném prostoru (ulice Karla Tomana, náměstí Osvoboditelů a náměstí 5. května)[77]
- Osudové listopady (14. 11. – 31. 12. 2019) – Lékařská fakulta UK v Hradci Králové
- Papírová zeď 1989–2019 (11. 11. – 18. 11. 2019) – Ulrichovo náměstí v Hradci Králové
- Velká cena Hradce Králové (16. 9. – 29. 9. 2019) – Ulrichovo náměstí v Hradci Králové
- Od mnichovské dohody k protektorátu (1. 2. – 1. 3. 2019) – Galerie Suterén, Infocentrum města Hradec Králové
- Čest práci, paní učitelko! Československé školství v proměnách 20. století (14. 12. 2018 – 27. 1. 2019) – Galerie moderního umění v Hradci Králové
- Hradec Králové v dramatických letech 1968/1969 (28. 11. 2018 – 31. 1. 2019) – Univerzita Hradec Králové
- Pod mořskou hladinou (29. 6. 2018 – 23. 9. 2018) – Galerie moderního umění v Hradci Králové – mimo výstavní budovu muzea kvůli rekonstrukci
- Lide československý! Tvůj odvěký sen se stal skutkem (18. 10. 2018 – 2. 12. 2018) – Galerie moderního umění v Hradci Králové – mimo výstavní budovu muzea kvůli rekonstrukci
- Houby (5. 10. 2018 – 6. 10. 2018) – zámek Pardubice – mimo výstavní budovu muzea kvůli rekonstrukci

## Sbírky

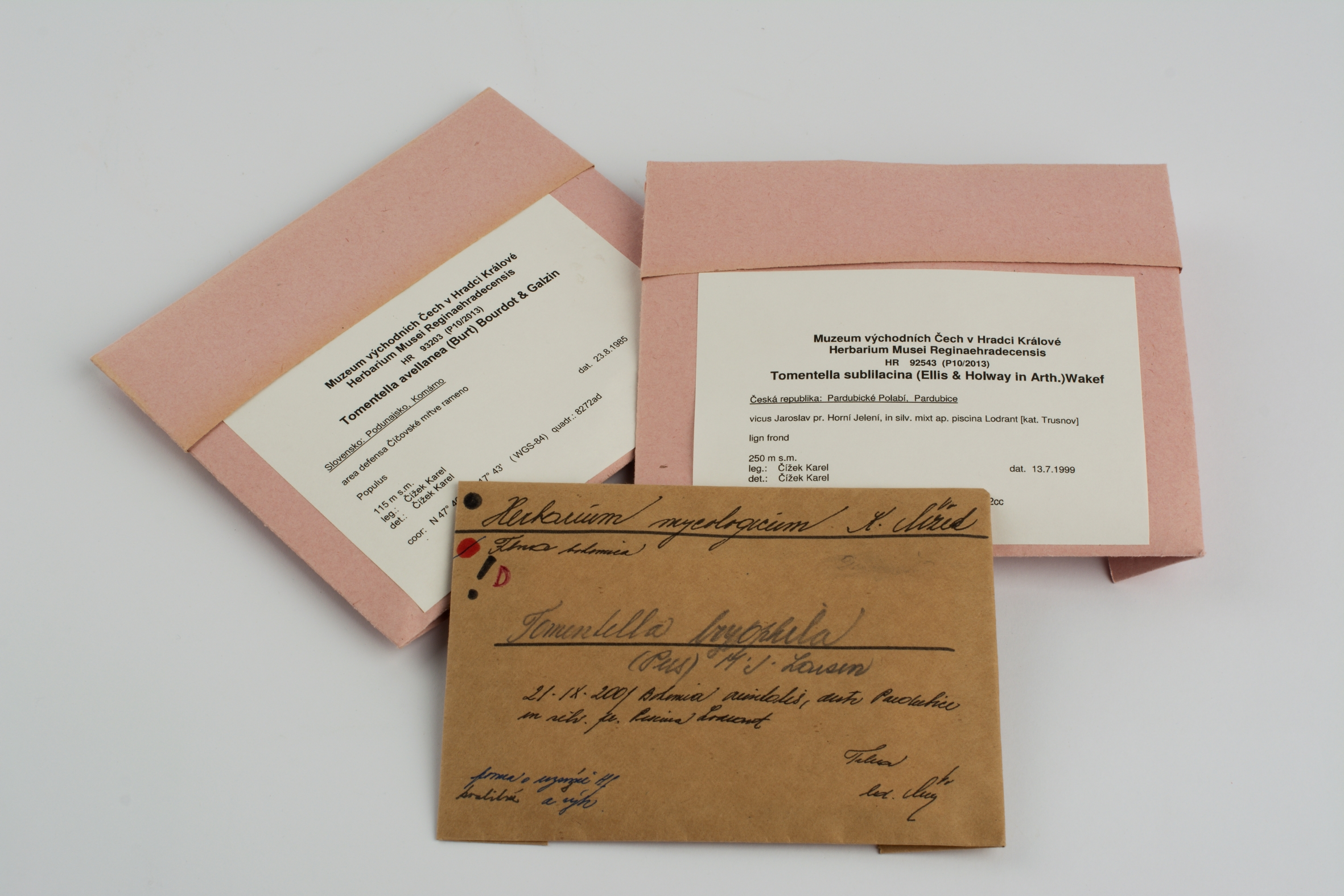
Mykologické položky Karla Čížka ve sbírkách Muzea východních Čech

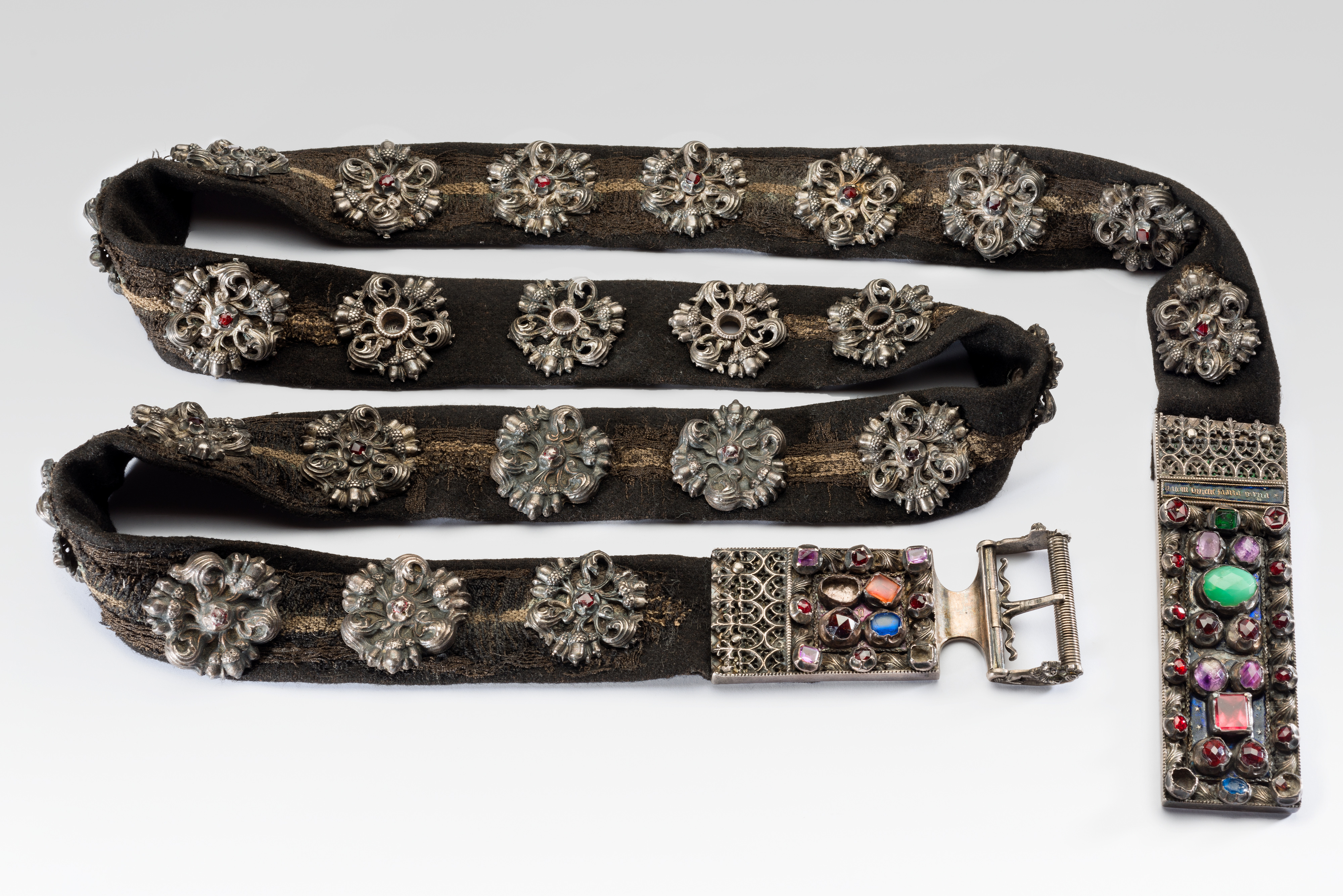
Eliščin pás, součást tzv. purkmistrovského pokladu

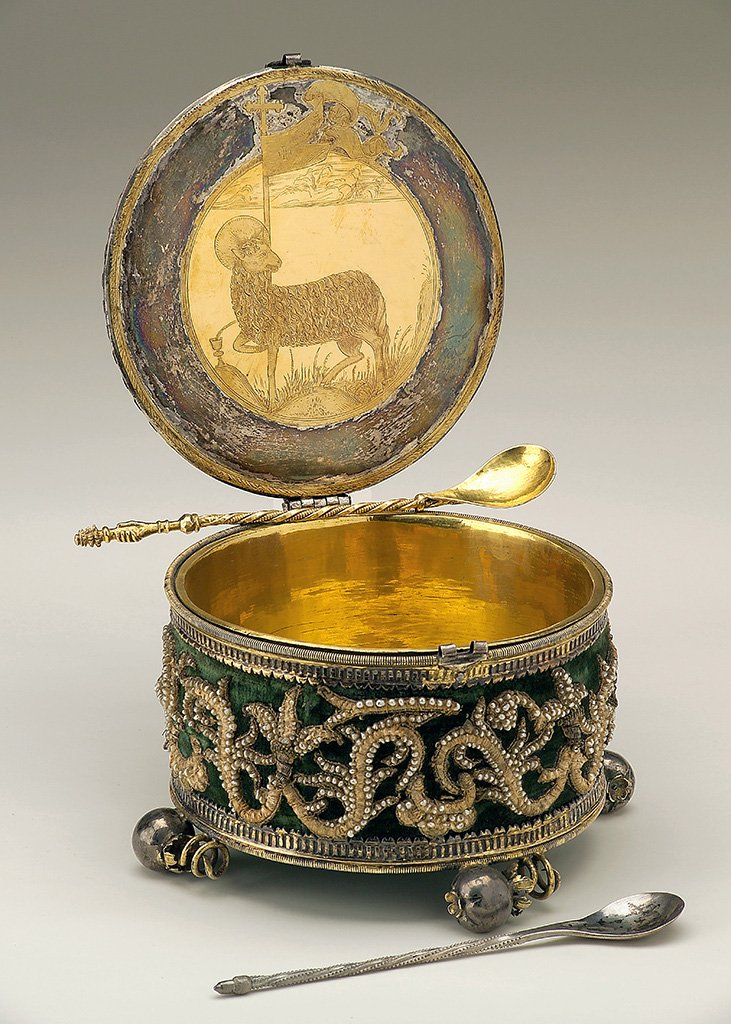
Ciborium, součást tzv. purkmistrovského pokladu

Nejpočetnější jsou entomologické sbírky, které patří k nejrozsáhlejším v Česku, a to hned po "zemských muzeích", tedy Národním muzeu v Praze, Moravském zemském muzeu v Brně a Slezském zemském muzeu v Opavě. Zasloužili se o to zejména entomologové Vladimír Balthasar a Adolf Čejchan, když působili jako vedoucí pracovníci této instituce. V roce 1990 čítaly na 350 tisíc záznamů a ještě v průběhu 90. let 20. století se dostaly na hodnotu přes půl milionu kusů.
Mezi nejvýznamnější předměty ve sbírkách patří tzv. Eliščin pás, který je součástí tzv. Purkmistrovského pokladu.
Přírodovědecké sbírky mj. obsahují jeden z největších mykologických herbářů v Česku, jehož součástí jsou i sbírky mykologa Karla Čížka. Do mykologických sbírek patří také soubor kreseb a náčrtů s rukopisem monografie Zdeňka Schaefera.

### Stav sbírek v roce 2023
Ke konci roku 2023 bylo evidováno 2 438 611 sbírkových předmětů s celkem 425 645 evidenčními čísly. Jejich členění dle jednotlivých podsbírek zobrazuje tabulka.
| Sbírky                         | Počet evidenčních čísel | Počet předmětů |
| ------------------------------ | ----------------------- | -------------- |
| archeologické a antropologické | 112 834                 | 1 006 920      |
| historické                     | 181 951                 | 345 670        |
| přírodovědecké                 | 130 860                 | 1 086 021      |

### Stav sbírek v roce 2022
Ke konci roku 2022 bylo evidováno 2 299 947 sbírkových předmětů s celkem 455 572 evidenčními čísly. Jejich členění dle jednotlivých podsbírek zobrazuje tabulka.
| Sbírky                         | Počet evidenčních čísel | Počet předmětů |
| ------------------------------ | ----------------------- | -------------- |
| archeologické a antropologické | 163 000                 | 905 152        |
| historické                     | 170 120                 | 333 839        |
| přírodovědecké                 | 124 522                 | 1 060 956      |

### Stav sbírek v roce 2021
Ke konci roku 2021 bylo evidováno 2 191 580 sbírkových předmětů s celkem 441 133 evidenčními čísly. Jejich členění dle jednotlivých podsbírek zobrazuje tabulka.
| Sbírky                         | Počet evidenčních čísel | Počet předmětů |
| ------------------------------ | ----------------------- | -------------- |
| archeologické a antropologické | 158 365                 | 826 165        |
| historické                     | 167 234                 | 332 925        |
| přírodovědecké                 | 115 534                 | 1 032 490      |

### Stav sbírek v roce 2020
Ke konci roku 2020 bylo evidováno 2 136 273 sbírkových předmětů s celkem 418 542 evidenčními čísly. Jejich členění dle jednotlivých podsbírek zobrazuje tabulka.
| Sbírky                         | Počet evidenčních čísel | Počet předmětů |
| ------------------------------ | ----------------------- | -------------- |
| archeologické a antropologické | 156 437                 | 791 013        |
| historické                     | 151 397                 | 318 903        |
| přírodovědecké                 | 110 708                 | 1 026 357      |

### Stav sbírek v roce 2019
Ke konci roku 2019 bylo evidováno 1 775 440 sbírkových předmětů s celkem 408 316 evidenčními čísly. Jejich členění dle jednotlivých podsbírek zobrazuje tabulka.
| Sbírky                         | Počet evidenčních čísel | Počet předmětů |
| ------------------------------ | ----------------------- | -------------- |
| archeologické a antropologické | 154 868                 | 442 715        |
| historické                     | 149 689                 | 317 866        |
| přírodovědecké                 | 103 759                 | 1 014 859      |

### Stav sbírek v roce 1973
Stav sbírek v roce 1973 zachytila publikace Muzea, galerie a památkové objekty v ČSR.

#### Přírodovědecké sbírky
- mineralogické:12 tisíc ks, převážně ze SV Čech, paleontologické, petrografické, geologické,
- botanické: 16 tisíc vyšších rostlin
- zoologické:
  - entomologické: 61 700, z toho brouci (Coleoptera) 47 000, motýli (Lepidoptera) 4 000, blanokřídlí (Hymenoptera) 6 000, ploštice (Heteroptera) 3 000
  - Hlaváčova sbírka měkkýšů (110 000)
  - obratlovci: ryby (4 700), ptáci (2 000), plazi, obojživelníci

#### Historické sbírky
- prehistorické (120 000; archeologický výzkum ve spolupráci s Archeologickým ústavem ČSAV v Praze)
- středověká keramika a železa
- iluminované kancionály české i latinské z 15. až 18. století
- literární a hudební archiv včetně rukopisů hudebních skladeb z 16. až 18. století (10 tisíc položek)
- numismatické (40 tisíc)
- národopisné
- kulturní historie města
- sklo, keramika, umělecký průmysl
- sbírka zbraní se zaměřením na prusko-rakouskou válku 1866

#### Knihovny
- 30 tisíc svazků, 1500 brožovaných, 4000 separátů

#### Fotoarchiv
- 25 tisíc fotografií, 50 tisíc negativů

## Vědecko-výzkumné projekty
Projekty řešené v roce 2019:

### Archeologická témata
- Středověké město ve východních Čechách
- Zpracování eneolitické kamenné broušené industrie staré sbírky Muzea východních Čech v Hradci Králové
- Vyhledávání, mapování a výzkum lokalit starší doby kamenné ve východních Čechách
- Germánské osídlení východních Čech
- Královéhradecko na přelomu střední a mladší doby bronzové

### Historická témata
- Závěr mincovnictví denárového období ve světle depotu z Rybné nad Zdobnicí
- Sbírka skleněných negativů v Muzeu východních Čech v Hradci Králové
- Reedice prací Ignáta Herrmanna "V pevnosti" a "Něco ze vzpomínek hradeckých"
- Školní obrazy ve sbírce Muzea východních Čech v Hradci Králové
- Podnikatelská rodina Sehnoutka-Steinský a jejich odkaz ve východočeském regionu
- Kulturně-společenský život na Královéhradecku v 19. a 20. století – Historie ochotnických divadelních spolků
- Josef Škoda – hradecký sochař
- Prusko-rakouská válka 1866
- Současný stav lokací obranných bojů česko-slovenské branné moci a Stráže obrany státu s maďarskými a polskými teroristy a jednotkami Honvédu v říjnu a listopadu 1938 a lednu a březnu 1939
- Ferdinand II. Tyrolský
- Zbrojnice ze zámku Opočno-zbrojnice ze sbírky Colloredo-Mannsfeldů

### Přírodovědecká témata
- Březhradské písčiny – entomofaunistický průzkum lokality v letech 2018 a 2019
- Tektonika východních části české křídové pánve
- Hnízdní biologie ptáků v přirozených stromových dutinách
- Lignikolní druhy vybraných lužních lokalit Podunajské nížiny
- Biodiverzita pavučinců (Cortinarius) ve východních Čechách
- Výzkum a dokumentace rodu Taraxacum se specializací na sect. Palustria
- Paprskoploutvé ryby permokarbonských pánví Českého masivu a jejich vztahy k fauně dalších evropských permokarbonských pánví[82]

## Knihovny
Součástí muzea je také knihovna, do roku 2021 rozdělená tematicky na dvě knihovny. Knihovna je součástí muzea od jeho počátku v roce 1896. Nejprve byla umístěna v budově bývalé odborné zámečnické školy. Od 1913 v budově muzea na Eliščině nábřeží. Základem bylo 213 svazků odborné literatury.

### Společenskovědní knihovna
Knihovna je veřejně přístupná a evidována jako základní knihovna se specializovaným knihovním fondem. Zaměřuje se na historická témata česká a regionální a úžeji oborově zaměřené publikace odpovídající zaměření muzea jako takového (numismatika, archeologie, architektura, umění, muzejnictví, etnografie, řemesla a válka 1866. Služby jsou k dispozici pouze k prezenčnímu studiu.
V roce 1976 obsahovala asi 25 tisíc knihovních jednotek a odebírala 162 časopiseckých titulů.
Ke konci roku 2019 obsahovala 46 313 knihovních jednotek.
Knihovna se do roku 2022 nacházela v historické budově muzea na Eliščině nábřeží, poté byla přesunuta do opravené muzejní budovy v Gayerových kasárnách.

### Přírodovědecká knihovna
Knihovna je veřejně přístupná a evidována jako základní knihovna se specializovaným knihovním fondem – zaměření na přírodovědecké obory jako je mykologie, botanika, zoologie, mykologie, geologie, paleontologie či entomologie).
Základem fondu je knihovna někdejšího přírodovědeckého muzea, které bylo připojeno k městskému historickému muzeu v roce 1946. Dnes se jedná o součást přírodovědeckého oddělení. Do roku 1993 byla umístěna v budově oddělení na Malém náměstí. Následně došlo k přesunu do Gayerových kasáren, kde sídlila až do počátku rekonstrukce objektu a poté opět po dokončení rekonstrukce.
Ke konci roku 2019 obsahovala 21 580 jednotek, z toho 6 437 monografií a 15 143 časopisů (cca 700 různých periodik).  
Ke konci roku 2020 obsahovala 21 690 jednotek, z toho 6 441 monografií a 15 249 časopisů.

## Časopisy
Muzeum vydává několik odborných periodik i informační měsíčník.
| Název časopisu                                                      | Periodicita | Vydáváno        | Zaměření                                                                           | Poznámka |
| ------------------------------------------------------------------- | ----------- | --------------- | ---------------------------------------------------------------------------------- | --- |
| Acta Musei Reginaehradecensis / Series A: scientiae naturales       | 1–2x ročně  | Od 1958         | přírodní vědy (geologie, botanika, zoologie), zejména východních Čech              | Recenzovaný časopis (Na Seznamu recenzovaných neimpaktovaných periodik vydávaných v České republice od 2008)                        |
| Archeologie východních Čech                                         | 2x ročně    | Od 2012         | archeologie východních Čech, resp. někdejšího Východočeského kraje                 | Recenzovaný časopis, zahrnut v databázi ERIH+; navazuje na časopis Zpravodaj Muzea v Hradci Králové                                 |
| Královéhradecko                                                     | 1x ročně    | Od 2004         | Královéhradecký kraj, zejména historická témata                                    | Recenzovaný časopis od 2019, vydáváno společně se Státním oblastním archivem v Zámrsku – Státním okresním archivem v Hradci Králové |
| Vitrína, programový bulletin                                        | měsíčně     |                 | informace o aktualitách z muzea (aktuální či připravované výstavy, expozice, akce) | |
| Zpravodaj muzea (do 1992 Zpravodaj Krajského muzea východních Čech) | 1x ročně    | 1974–2007, 2010 | polytematické, později se specializovalo na archeologii                            | Odborné periodikum, na nějž navázal časopis Archeologie východních Čech; mimo základní periodicitu vyšlo několik zvláštních čísel   |

## Ocenění

### Gloria musaealis
Gloria musaealis je národní soutěží muzeí. První ročník proběhl v roce 2003 s hodnocením za rok 2002. Tehdy nejlépe ze soutěže vyšly Vojenský historický ústav Praha a právě Muzeum východních Čech v Hradci Králové, které si odnesly po dvou cenách.
- 2020 – Cena Českého výboru ICOM – výstava „Uprostřed Koruny české: Gotické a raně renesanční umění východních Čech (1250–1550)“[90][91]
- 2013 – II. místo v kategorii Muzejní výstava roku – výstava „Kotěra. Po stopách moderny…“[92];
- 2009 – II. místo v kategorii Muzejní výstava roku – stálá expozice „Královské město nad soutokem“ (zpřístupněno 18. 5. 2009);
- 2006 – Cena Gloria musaealis v kategorii Muzejní výstava roku – výstava „Chladná krása plátové zbroje“[92];
- 2002 – III. místo v kategorii Muzejní výstava roku – výstava „Jan Kotěra 1871–1923, zakladatel moderní české architektury“[92];
- 2002 – Cena Gloria musaealis v kategorii Muzejní publikace roku – publikace „Fotoalbum města Hradce Králové 1918-1945“[89][92]

### Stavba roku Královéhradeckého kraje
2020 – čestné uznání – revitalizace Kotěrovy budovy Muzea východních Čech v Hradci Králové

### Výroční ceny města Hradce Králové
2021 – laureát ceny Hradecká múza (významné kulturní počiny) – nová historická expozice Cesty města.

#### Ocenění odborných zaměstnanců
- 2005 – laureát ceny Hradecká múza (významné kulturní počiny[94]) – Radek Bláha, archeolog[96]
- 2005 – laureát ceny Primus Inter Pares (výjimečné, dlouhodobé výsledky v oblasti kultury, vědy, výchovy či sportu[94]) – Zdena Lenderová, etnografka[96]

## Návštěvnost
Návštěvnost Muzea východních Čech v Hradci Králové se skládá z návštěvnosti v hlavní historické budově, v Muzeu války 1866, rozhledny Chlum a dalších akcí. Pozitivně byla ovlivněna novými expozicemi či výročím 150 let od prusko-rakouské války a bitvy u Hradce Králové, naopak negativně uzavřením historické budovy z důvodů rekonstrukce.
| Rok  | Celková návštěvnost včetně akcí  | Komentář |
| ---- | -------------------------------- | --- |
| 2008 | 59 848                           | Chlum – pokles o 14 %, tj. cca na 17 800, pokles zejména školních zájezdů, zvýšení cen dopravy, návštěvnost rozhledny o 20 % vyšší než muzea |
| 2009 | 32 678                           | Chlum – muzeum uzavřeno z důvodu rozšíření a rekonstrukce                                                                                    |
| 2010 | 38 092                           | Chlum – 3. 7. slavnostní otevření muzea války po rekonstrukci                                                                                |
| 2011 | 43 953                           | |
| 2012 | 42 660                           | |
| 2013 | 61 184                           | Chlum – od léta informační centrum ve zrekonstruovaném strážním domku                                                                        |
| 2014 | 46 922                           | |
| 2015 | 48 562                           | |
| 2016 | 51 121                           | 150. výročí prusko-rakouské války a bitvy u Hradce Králové 1866 s řadou akcí                                                                 |
| 2017 | 43 563                           | |
| 2018 | 33 714                           | uzavření historické budovy, od července výstavy v prostorách Galerie moderního umění v Hradci Králové                                        |
| 2019 | 23 142                           | uzavření historické budovy, slavnostní otevření po rekonstrukci 31. 10. 2019                                                                 |
| 2020 | 21 024 (+28 000 online produkty) | dočasné uzavření kvůli covidu-19 a omezení konání akcí, zavedení online výstav a produktů                                                    |
| 2021 | 19 770                           | dočasné uzavření kvůli covidu-19; červenec: historická budova asi 1200 osob, Chlum takřka 1700 vstupů                                        |
| 2022 | 34 035                           | první celá sezona expozice Cesty města |
| 2023 | 40 999                           | |
| 2024 | 35 788                           | pobočka Chlum uzavřena |

## Naučné stezky
Muzeum spravuje také tři naučné stezky, které se týkají bitvy u Hradce Králové, resp. prusko-rakouské války 1866:
- NS Centrální bojiště Chlum
- NS Les Svíb
- NS Bitva u Hradce Králové 3. 7. 1866 – ústup rakouské armády

Poslední jmenovaná spojuje historickou budovu a Muzeum války 1866 na Chlumu.